# Wellerode
Wellerode ist ein Ortsteil und der Verwaltungssitz der Gemeinde Söhrewald im nordhessischen Landkreis Kassel.

## Geographie

### Geographische Lage
Wellerode ist der nördlichste Söhrewalder Ortsteil. Er befindet sich in der bewaldeten Mittelgebirgslandschaft Söhre (max. 643,4 m ü. NN) am Fahrenbach. Das Dorf liegt auf etwa 270 bis 360 m ü. NN nördlich des bewaldeten Bergrückens von Hambühlskopf (445,2 m ü. NN) im Westen und Brandt (441,6 m ü. NN) im Osten; südlich dieses Rückens befindet sich der Söhrewalder Ortsteil Wattenbach.
Durch Wellerode verläuft in Nordwest-Südost-Richtung die Landesstraße 3236 (Vollmarshausen–Wattenbach). Knapp drei Kilometer südsüdwestlich des Dorfs liegt der teils zur Gemeinde Söhrewald gehörende Stellbergsee, etwa 2,5 km südöstlich steht am Franzosentriesch (ca. 490 m ü. NN) der Fernmeldeturm Söhrewald-Wellerode. Rund drei Kilometer ostnordöstlich der Ortschaft steht einsam in der Söhre nördlich oberhalb des Fahrenbachs die baulich begonnene Autobahnbrücke von Söhrewald; sie ist ein Relikt der zur Zeit des Nationalsozialismus baulich begonnenen Reichsautobahn Kassel–Eisenach, der heutigen Bundesautobahn 44 im Abschnitt zwischen Kassel und Herleshausen–Wommen, die derzeit immer noch in Planung ist bzw. sich unter anderem im weiter nördlich gelegenen Lossetal abschnittsweise in Bau befindet.
Wellerode ist zu drei Viertel von Wald umschlossen.

### Gewässer

#### Fahren-/Wahlebach
Im Söhrewalder Gemeindegebiet entspringt der knapp 15 km lange Wahlebach, der in seinem Quell- und Oberlaufabschnitt Fahrenbach heißt und ein knapp 15 km langer östlicher Zufluss der Fulda ist. Er fließt als Fahrenbach durch Söhrewald-Wellerode, Lohfelden-Vollmarshausen und – fortan Wahlebach genannt – durch Lohfelden-Ochshausen sowie durch mehrere Stadtteile von Kassel, um in dieser Großstadt im Stadtteil Unterneustadt in den westlichen Weser-Quellfluss Fulda zu münden.

#### Steinbach
Der Steinbach in Wellerode entspringt an der Ostseite des Warpels, rund 300 Meter nordöstlich der Warpelhütte. Nahe der Gartenanlage westlich der ehemaligen Söhrebahntrasse wurde nach dem schweren Wolkenbruch vom 11. Juli 1980 das 1,40 m hohe, 0,76 m breite und rund 0,30 bis 0,40 m dicke Sühne- oder Steinkreuz freigespült, wiederentdeckt und im April 1982 von der Gemeindeverwaltung Söhrewald nahe der Söhrebahntrasse aufgerichtet (siehe dort). Der Bach unterquert die Söhrebahntrasse, danach die nach ihm benannte, fast einen Kilometer lange Steinbachstraße und dann die Kasseler Straße, in deren Durchlass Welleröder während des Zweiten Weltkrieges bei Bombenangriffen der Alliierten auf Kassel Unterschlupf finden konnten. Der Steinbach durchfließt dann die Grundstücke der Häuser Kasseler Straße 15 a (von 1919 bis 1995 Gaststätte Mendel, genannt Knochens, dann Jantzen, später Göttlicher, zur Zeit (2007) Zweigniederlassung Nordhessen Probat) und Kasseler Straße 17 (Langhuth), um dann gegenüber der Untermühle (jetzt: Untermühlenweg 6) in den Fahrenbach zu münden.
Das erwähnte Haus Langhuth zeigt an seiner Fassade das Symbol der Zimmerer. Nur an einem weiteren Haus in Wellerode ist ein Handwerkersymbol (Tischler) angebracht, ohne Werbung für einen Betrieb zu sein: Am Kaninchenberg 22 (Keller).
Der Name Steinbach ist als Gewässer- und Familienname anderenorts weit verbreitet. Die Wasserführung des Steinbachs in Wellerode ist unregelmäßig, oft ist er trocken gefallen. Der untere Steinbach wurde bis etwa 1900 bis zur jetzigen Steinbachstraße als Feldweg genutzt. In Ermangelung geeigneter Straßen und Wege wurde auch der Fahrenbach vom alten Forsthaus abwärts derart benutzt. Der Feldweg schlängelte sich von der Steinbachmündung durch „Knochen Höhlchen“ zum Walde am Eisberg. Es ist überliefert, dass sich die Fuhrleute durch Peitschenknallen ankündigten, wenn sie in den Hohlweg fuhren, denn ein Ausweichen war in ihm nicht möglich.

#### Christteich
Der Christteich, ein künstliches stehendes Gewässer, liegt in der Söhre auf etwa 340 m ü. NN, ungefähr einen Kilometer nordwestlich des Stellbergsees (siehe oben) zwischen Söhrewald-Wellerode (Landkreis Kassel) und Guxhagen-Wollrode (Schwalm-Eder-Kreis) in der Gemarkung Wellerode.
Der auf der Westseite des Teiches liegende Damm ist aus Erdreich errichtet, über dessen Krone ein forstwirtschaftlicher Weg führt, der auch vom 34 km langen Hauptwanderweg Fulda-Gelster-Weg des Hessisch-Waldeckischen Gebirgs- und Heimatvereins von Guxhagen nach Großalmerode (Kennzeichen: M 15) überquert wird. Der Damm verfügt auf seiner Rückseite über keine bauliche Sicherung, weswegen nach den katastrophalen Niederschlägen am 11. Juli 1980 das Wasser wild über den Damm abfloss, weil das Ablaufbauwerk im Teich, fachmännisch Mönch genannt, schon seit Jahren nicht mehr bestand. Die Fachleute befürchteten wegen der dadurch entstandenen Schäden an der Dammrückseite eine gefährliche Rückwärtserosion, die zum Deichbruch hätte führen können. Aus diesem Grunde war damals eine Teilevakuierung der unterliegenden Ortslagen von Wollrode und Guxhagen erwogen worden, die allerdings nicht nötig wurde. Der Mönch wurde bei den Ausbesserungsarbeiten wiederhergestellt.
Der Christteich wird über den Schwarzenbach entwässert, der durch das Schnepfental, Wollrode und Guxhagen fließt und dort zwischen dem 150 m langen Wehr der früheren Farbmühle in Guxhagen und der Mühle in Breitenau einerseits sowie der Fuldabrücke andererseits rechts in die Fulda mündet.
Die Überlieferung, der Christteich sei 1905 von Pionieren angelegt worden, ist nicht richtig, weil bereits 1734 über die Instandsetzung des Christbornteiches bei Wellerode berichtet wird, also vor diesem Jahr bereits bestand, und der Christteich darüber hinaus in der Niveaukarte 112 des Kurfürstentums Hessen von 1857 eingetragen ist. Eine weitere Urkunde aus dem Jahre 1851 belegt die Verpachtung des Christbrunnenteiches. Ob der Teich tatsächlich Fischerei-Lehrzwecken dient, sei dahingestellt. Es sind aber in ihm Karpfen eingesetzt. Die fischereiwirtschaftliche Bedeutung des Teiches ist nach Auskunft der Förster untergeordnet.
Vom Christteich nicht zu sehen ist die rund 200 m nordöstlich liegenden, nach Pfarrer Magnus Riebeling von der Auferstehungskirche in Kassel benannte CVJM-Hütte, die von Schülern eines Kasseler Bibelkreises erbaut wurde, die nach der Machtübernahme der Nationalsozialisten mit diskreter Hilfe des damaligen Landesforstmeisters Betke der Preußischen Forstverwaltung übergeben wurde, um einen Zugriff der Hitler-Jugend nach der Gleichschaltung zu verhindern. Grund und Boden gehört dem Land Hessen, vertreten durch die Forstverwaltung, die Nutzung der Hütte wurde vertraglich dem CVJM und seinen Gästen überlassen. Das in einem Balken eingeschnitzte Datum 31. August 1932 ist vermutlich das Erbauungsdatum der Hütte. Der „Anbau“ der Hütte ist der älteste Teil, er diente als Unterstand für die Waldarbeiter.
Der Christteich wurde nachweislich der im Archiv der deutschen Jugendbewegung in der Burg Ludwigstein verwahrten Fotos aus dem Jahre 1927 von der Sozialistischen Arbeiter-Jugend (SAJ) aus Kassel als Badeteich benutzt.
Von der oberhalb des Christteiches sprudelnden Quelle schöpften früher Dörnhagener Jungfrauen am ersten Ostertag vor Sonnenaufgang Osterwasser; das verhieß Schönheit, sobald sich die Mädchen damit daheim wuschen. In den 1970er Jahren fuhren junge Leute aus Dörnhagen auf der Christteich Wiese Ski.

#### Stellbergsee
Im Westteil des Söhrewalder Gemeindegebiets liegt an der Nahtstelle zum Schwalm-Eder-Kreis westlich unterhalb des zur Söhre gehörenden Stellbergs der Stellbergsee, ein etwa 1,4 ha großer Tagebausee, also ein künstliches Stillgewässer, das durch Bergbau entstand und heutzutage als Badesee genutzt wird.

#### Rotebachteich
Der Rotebach- oder Holzlagerteich ist rund 1,5 km Luftlinie südöstlich von Wellerodes Ortszentrum entfernt. Der 3500 Quadratmeter große Teich wurde mit seinem vorgelagerten 350 Quadratmeter großen Sandfang, der als Ententeich bezeichnet wird, Mitte der 1970er Jahre angelegt. Der 70 Meter lange, sechs Meter hohe und in seiner Krone sechs Meter breite Damm wurde quer durch das Tal aufgeschüttet. Die Dammkrone des Rodebachteichs liegt bei 341 m ü. NN, die des oberhalb liegenden Sandfangs bei 344 m ü. NN. Der Teich wird vom Rotebach, einem Nebengewässer des Fahrenbaches, und einer Quelle am Osthang der Anlage gespeist und wird offiziell als Holzlagerteich des vormaligen Hessischen Forstamtes Kaufungen genutzt. Im wasserrechtlichen Erlaubnisverfahren wurde vom Forstamt Kaufungen gegenüber der Unteren Wasserbehörde (= Landrat des Landkreises Kassel) der Teich ausdrücklich als Erhöhung des Erholungs- und Freizeitwerts für die Welleröder Bevölkerung hervorgehoben. Tatsächlich wird der Teich im Sommer als Badegewässer und im Winter zum Schlittschuhlauf genutzt. Der Rotebachteich kann zu Fuß auf kürzesten Weg über die Wattenbacher Straße und Tiefenrod oder über die Diebgrabenstraße dem rechts abzweigenden Knickchen (Rundwanderweg 21) am sogenannten Hänsel-und-Gretel-Stein erreicht werden.

#### Teich an der Schornstraße
Ebenfalls Mitte der 1970er Jahre wurde der 25 × 20 Meter (= 500 Quadratmeter) große Teich unterhalb der Schornstraße auf dem früheren Wendeplatz eines Zufahrtsstollens des Karlsstollen angelegt, dessen Wasser für den nordöstlich vor dem Eingang des alten Steinbrauchs liegenden Berieselungsplatzes von der Forstverwaltung zur Holzkonservierung benötigt wird. Die Dammhöhe beträgt nur ein bis zwei Meter. Gespeist wird das kleine Becken durch das bis dahin wild abfließende Wasser aus dem Karlsstollen und aus zwei in unmittelbarer Nähe liegenden gefassten Quellen, die früher zur Trinkwassergewinnung für Wellerode dienten. Der Zulauf beträgt rund zwei Liter pro Sekunde.

#### Eisbergteich
Der Eisbergteich liegt 600 m nordöstlich des Forsthauses Eisberg an einer Forststraße, die als landwirtschaftlicher Weg in Höhe des Hundesportplatzes rechtwinklig auf die Landesstraße zwischen Söhrewald-Wellerode und Lohfelden-Vollmarshausen mündet. Der Teich ist offenbar durch die Aufschüttung der Trasse über den Gewässergraben (namenloses Gewässer, das in den Fahrenbach mündet) entstanden. Nach der Niveaukarte vom Kurfürstentum Hessen, Blatt 23, Oberkaufungen, von 1855, wird der Einschnitt „Breitegrund“ zwischen Hohenrod und Eis Berg genannt. Ein kaum zu sehendes Ablaufbauwerk in Form einer Betonröhre mit 50 cm Durchmesser befindet sich am Südrand der Waldstraße (also Richtung Wellerode), dessen Trasse gleichzeitig der Damm des Eisbergteiches ist, der auf 285 m ü. NN liegt. Zum Eisbergteich gelangt man von Wellerode zum Beispiel über die Bahnhofstraße und Eisberg. Bevor man das Haus Eisberg 3 (Köhler) am Waldrand erreicht, biegt man rechts ab und folgt dem Nebenwanderweg 114 des Hessisch-Waldeckischen Gebirgs- und Heimatvereins (HWGHV) Richtung Vollmarshausen; dieser Weg ist gleichzeitig der lokale Wanderweg 6. Nach rund 180 m erreicht man linker Hand den Teich.

## Geschichte
Im Jahre 1351 wurde Wellerode erstmals urkundlich erwähnt, als die von Elben den Ort an das Kloster Kaufungen verkauften. Besiedelt wurde es wahrscheinlich von Vollmarshausen aus bereits im 7. und 8. Jahrhundert. In der erwähnten Urkunde finden sich die Brüder Thyle, Heimrad und Werner von Elben bereit, ihre Lehnsrechte auf Wellerode an die Äbtissin Jutta von Katzenelnbogen (1315–1378) vom Kloster Kaufungen zu verkaufen, weshalb die beiden Parteien am 2. Juni 1351 einen Vertrag schlossen, der im Hessischen Staatsarchiv Marburg aufbewahrt wird.
Nach 1100 trat in Niederhessen ein Mann namens Wenno auf. Nach 1200 war ein Wenno Meister des Schwertbrüderordens in Livland bei Riga. Ihm folgten im Amt Rudolf von Kassel und Volkmar von Naumburg. Deshalb ist es wahrscheinlich, dass auch Wenno aus Niederhessen stammte. Einer seines Geschlechts könnte Wellerode (in der Urkunde von 1351 Wynebolderode genannt) den Namen gegeben haben. Ein Lehrer hatte sich um 1950 als Gründungsfigur des Ortes einen Mönch namens Winibold ausgedacht, was wissenschaftlich zwar unhaltbar, aber unausrottbar ist.
Zur Zeit des napoleonischen Königreichs Westphalen gehörte Wellerode zum Kanton Kaufungen.
Im Jahr 1836 wurde das nahe Braunkohle-Bergwerk Stellberg (u. a. am heutigen Stellbergsee) erschlossen. Mit Eröffnung der Söhrebahn am 21. August 1912 wurde der Abbau rentabel, da jetzt für reibungslosen Transport der geförderten Kohle gesorgt war. Zudem konnten die reichen Basaltvorkommen abgebaut werden. Wattenbach wurde zu einem Bergmannsdorf. Der Abbau in der Zeche wurde 1967 eingestellt. Die Bergmannstradition wird bis zum heutigen Tag gepflegt. An die am 30. September 1966 stillgelegte Söhrebahn erinnert neben dem Rad- und Wanderweg auf der ehemaligen Bahntrasse das heute als Dorfgemeinschaftshaus genutzte Bahnhofsgebäude.
Wellerode war früher ein Bauerndorf und wurde im Zuge der Industrialisierung Kassels nach 1866 allmählich zur Pendlersiedlung. Die Bewohner sind größtenteils im nahen Kassel erwerbstätig.
Am 1. Dezember 1970 fusionierten die ehemals selbstständigen Gemeinden Eiterhagen, Wattenbach und Wellerode im Zuge der Gebietsreform in Hessen freiwillig zur Gemeinde Söhrewald.
Historische Ortsnamen
In historischen Dokumenten ist der Ort unter folgenden Ortsnamen belegt (in Klammern das Jahr der Erwähnung):
Wynebolderode (1351); Wenewolderade (1382); Welderade (1469); Welderade (1469); Wellerodt (1585)

### Wellerode in der Zeit des Nationalsozialismus
In der Zeit des Nationalsozialismus war die Ideologie der NSDAP in Wellerode weit verbreitet. Viele Bewohner standen der nationalsozialistischen Bewegung und ihren Zielen positiv gegenüber. Schon vor der Machtergreifung 1933 spielte die SA (Sturmabteilung) eine aktive Rolle in Wellerode. Im Jahr 1932 organisierte die SA in Wellerode eine Sonnenwendfeier, die neben der Verbreitung von NS-Idealen auch zur Mobilisierung der örtlichen Bevölkerung diente. Trotz einer traditionellen Prägung durch die Sozialdemokratie in Wellerode kam es nach der Machtergreifung zu einem Umbruch. Ein neuer, regimefreundlicher Bürgermeister wurde eingesetzt, und die politische Struktur im Ort passte sich zunehmend den nationalsozialistischen Vorstellungen an.
Die Schule in Wellerode fungierte als ideologisches Zentrum der nationalsozialistischen Erziehung. Laut Zeitzeugenberichten zeigte sich die Lehrerschaft gegenüber der nationalsozialistischen Ideologie besonders aufgeschlossen und setzte die vorgegebenen Erziehungs- und Bildungsziele um, die die Weltanschauung des NS-Regimes verbreiten sollten. Am Fahrenbach fand im Sommer 1940 ein Zeltlager der Hitlerjugend (HJ) mit etwa 400 Teilnehmern statt. Bereits seit 1936 existierte am Fahrenbach ein HJ-Heim, das als Treffpunkt für die Jugendorganisation diente. Die HJ in Wellerode spielte eine zentrale Rolle bei der politischen Indoktrination der Jugend und führte regelmäßige Veranstaltungen durch. Am Sportplatz in Wellerode wurde eine massive Treppe für Aufmärsche errichtet. Sie diente als symbolträchtiger Ort für nationalsozialistische Veranstaltungen und Aufmärsche der Hitlerjugend. Bis heute sind die Überreste dieser Treppe am nördlichen Ende des Sportplatzes in Richtung der Schulstraße erkennbar.
Anfangs gab es nur wenig Widerstand gegen das Regime. Erst als die ersten Welleröder Bürger aufgrund ihrer sozialdemokratischen Gesinnung verhaftet wurden, verbreitete sich in der Bevölkerung ein Klima der Angst. Die Verhafteten wurden in das nahegelegene Breitenau gebracht, das später zu einem Konzentrationslager umfunktioniert wurde. Dennoch gab es kaum offenen Widerstand gegen das NS-Regime in Wellerode. In der Zeit des Nationalsozialismus erlebten die Menschen in Wellerode wirtschaftliche Verbesserungen, die teils auf Infrastrukturprojekte wie den Bau der Autobahnbrücke Wellerode zurückzuführen waren. Hier kamen insgesamt 50 Arbeitskräfte zum Einsatz – darunter Zwangsarbeiter aus Russland, Polen, der Tschechoslowakei und Litauen. Daneben gab es aber auch deutsche Arbeitskräfte. Solche Projekte trugen zur Zustimmung für das Regime bei, da sie Arbeitsplätze schufen und den Lebensstandard erhöhten.
Berichte deuten darauf hin, dass antisemitische Einstellungen in der Welleröder Bevölkerung weit verbreitet waren. Zeitzeugen berichten von Vorfällen, bei denen jüdische Straßenverkäufer, die regelmäßig nach Wellerode kamen, von Kindern mit Steinen beworfen wurden. Die Kinder sollen dabei von Erwachsenen angestiftet worden sein. Die beiden Straßenverkäufer Katz und Laune kamen aus Gudensberg und versorgten die Welleröder mit Textilien und fungierten als Viehhändler. Josef Katz wurde 1941 im Konzentrationslager Buchenwald ermordet.

## Wappen
| Wappen von Wellerode | Blasonierung: „In Rot eine lilienendende, viersprossige silberne Hirschstange.“ |
| Wappen von Wellerode | Wappenbegründung: Dieses Wappenbild variiert das Wappen der Herren von Elben, die den Ort im 14. Jahrhundert als Lehen des Stiftes Kaufungen besaßen. Nach Gensungen, heute zu Felsberg im Schwalm-Eder-Kreis (1947), und Bad Salzschlirf im Landkreis Fulda (1948) war Wellerode die dritte wappenführende Landgemeinde im Regierungsbezirk Kassel. Anlass zur Wappenverleihung war die anstehende Welleröder 600-Jahr-Feier im Jahre 1951. Den Bürgern wurde das Wappen allerdings erst im Sommer 1951 während eines feierlichen Aktes innerhalb der 600-Jahr-Feier vorgestellt. Das Wappen wurde am 8. Januar 1951 durch das Hessische Ministerium des Innern genehmigt. |

## Kultur und Sehenswürdigkeiten

### Kirche

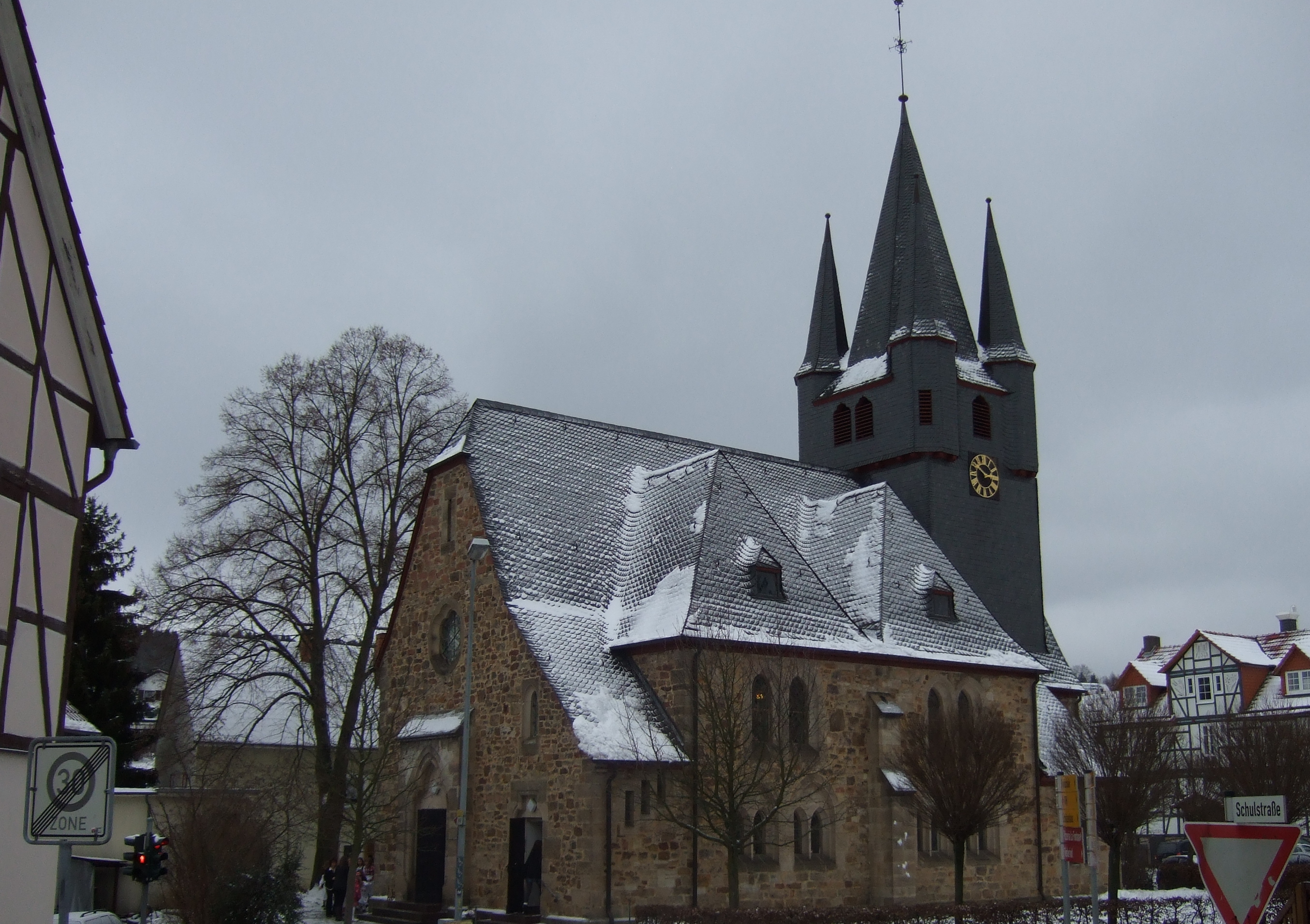
Kirche Wellerode

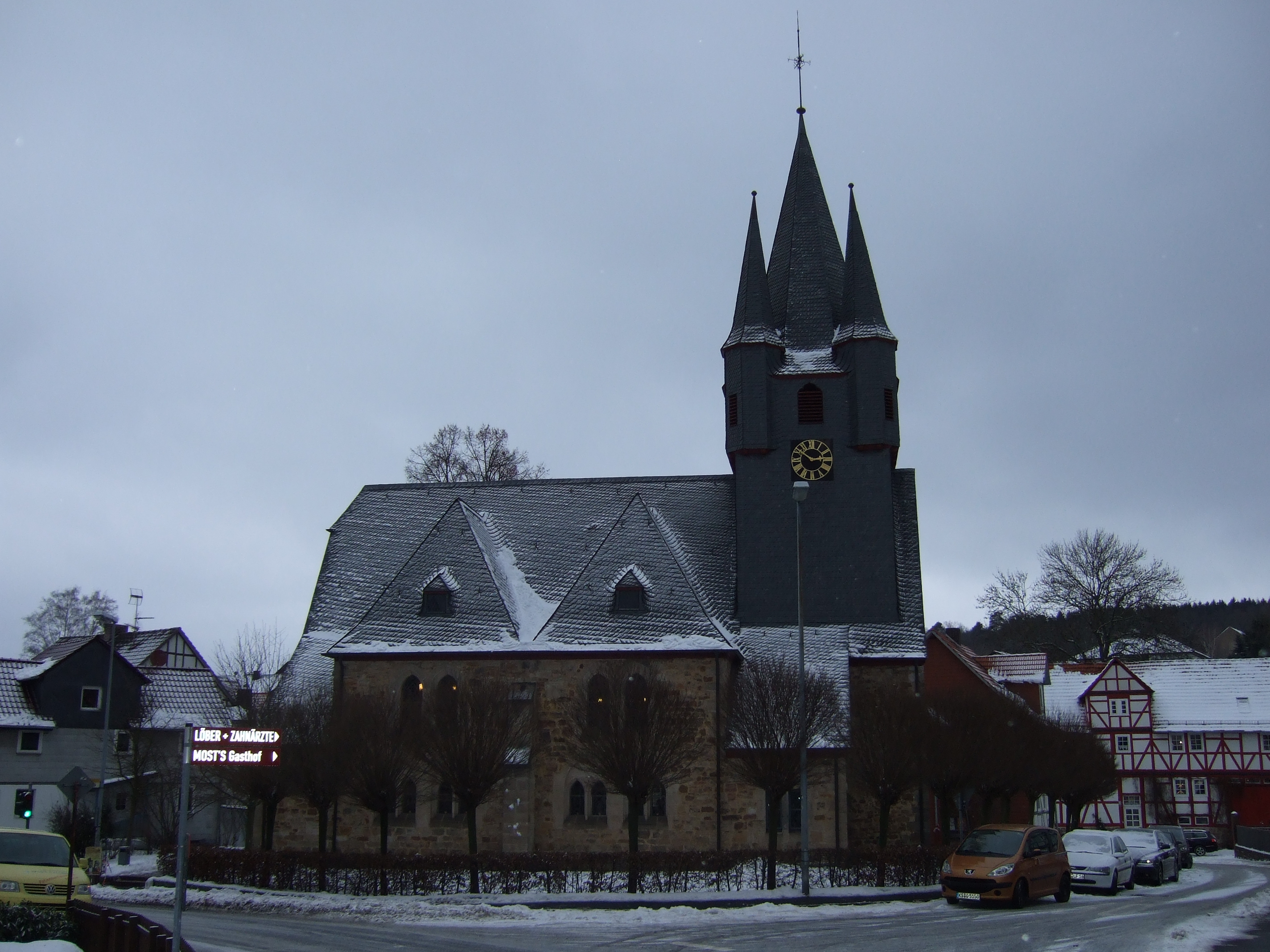
Kirche Wellerode

Die Kirche wurde 1901 bis 1902 (die Baupläne stammen vom Geheimen Oberbaurat Hoßfeld, Berlin, und vom Königlichen Baurat Janert, Kassel; Bauführer war der Baumeister Krebs, Kassel, Bauausführung durch Maurermeister Jakob Zinke, Wellerode) erbaut und am dritten Adventssonntag (14. Dezember) 1902 eingeweiht. Die Baukosten betrugen 31.000 Mark. In den Seitenwänden sind zwölf spitz zulaufende Fenster eingebaut; die Empore umfasst die Weiten- und die Rückwand. An der Rückwand ist auch die Orgel angebracht.
1970 wurde bei Renovierungsarbeiten unter dem Altar eine Kupferkapsel gefunden, die eine Urkunde und zeitgenössische Münzen aus kurhessischer Zeit enthielt. Die jetzige Kirche steht an der Stelle einer von einer Friedhofsmauer umgebenen alten Kapelle, deren Turm teilweise in den Neubau integriert wurde. Dem Turm schloss sich westlich ein Langhaus von nur 7,5 m × 7 m an, das „jedes baulichen beziehungsweise kunsthistorischen Werthes entbehrte“ und aus der Zeit zwischen 1240 und 1420 stammte. Die Kirche kann jeweils samstags und sonntags von 10:00 Uhr bis 18:00 Uhr besichtigt werden.
Nachdem in der Landgrafschaft Hessen-Kassel seit 1726 Bestattungen in der Kirche nicht mehr gestattet waren, wurden die Leichname auf dem umfriedeten Kirchhof beigesetzt. Die Gräber waren mit Obstbäumen bepflanzt – damals eine übliche Grabgestaltung. Als ab 1815 auch die Bestattung auf den Kirchhöfen nicht mehr erlaubt war, wurde in Wellerode 1857 der Friedhof an jetziger Stelle angelegt.
Um die Welleröder Kirche gruppieren sich Fachwerkhäuser, deren älteste aus dem 18. Jahrhundert stammen. Das Ensemble wird allerdings durch einen in der Fahrenbachstraße als Lebensmittelladen erbauten Flachdachbau unterbrochen, der an Stelle von kleineren, 1974 abgerissenen Fachwerkhäusern (u. a. Konsum von Wellerode) errichtet wurde.

### Hirtenhaus
(Wattenbacher Straße 7)
Sofern der nicht mehr gut lesbare Hausstein des Hauses Wattenbacher Straße 7 richtig entziffert wurde, lautet er:

„GREBE IH HERWIG CH – R – HARD-UTHR ... MSTR AO MDCCXCI“

Folgt man Max Beyer, handelt es sich um das Welleröder Hirtenhaus. Obwohl dem Hirten ein wichtiger Teil des bäuerlichen Eigentums anvertraut wurde – Schafe, Ziegen, Schweine und Rinder übergab man der Obhut des Hirten – musste er ein äußerst karges Leben führen und wurde darüber hinaus sozial gering geschätzt. Die verklärende Hirtenidylle des 16. und 17. Jahrhunderts hatte deshalb nichts mit der Wirklichkeit gemein. Das entbehrungsreiche Dasein teilten die Hirten bis weit ins 19. Jahrhundert mit den Schulmeistern, die bisweilen mit ihnen unter einem Dach lebten und ihre ärmlichen Einkünfte oft mit einem Nebenerwerb, wie zum Beispiel Ackerbau, Leinweberei, Abschreiben, Rechnungsführung, Musizieren und Tagelohn aufbesserten. 1353 wurde in Wellerode urkundlich eine bedeutsame Schafhaltung erwähnt. Nach bisheriger Kenntnis wird erstmals 1647 der Hirt Clos Bernnig aus Simmershausen in Wellerode namentlich erwähnt. 1919 wurde in Wellerode das Hüten endgültig eingestellt, weil der Ziegenzuchtverein keinen Hirten mehr fand. Der letzte namentlich bekannte Hirt war Jakob Fißler, genannt „Spaßmann“.

### Evangelisches Gemeindehaus
(An der Kirche 2)

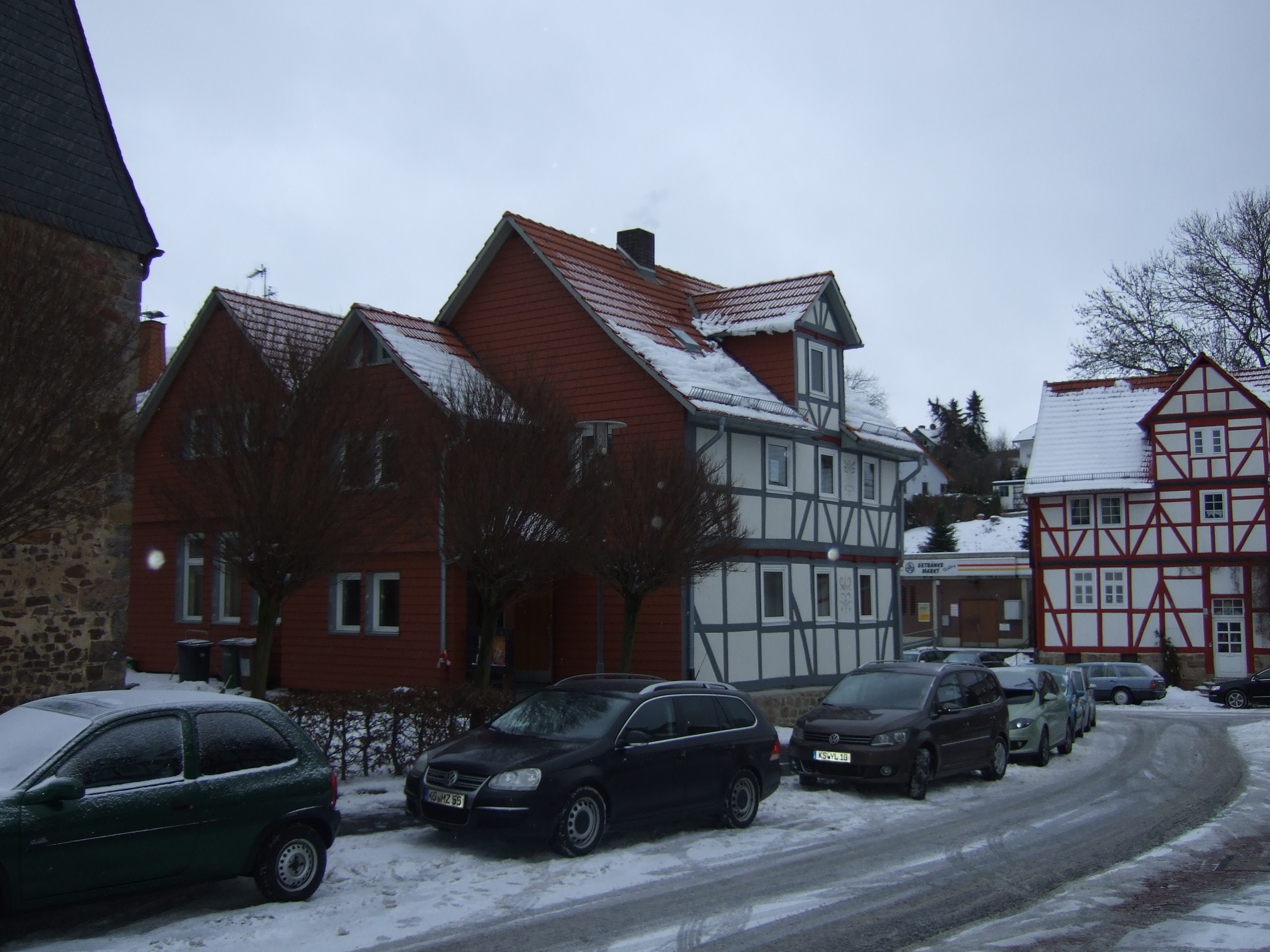
Evangelisches Gemeindehaus Söhrewald-Wellerode

Das heutige Gemeindehaus der evangelischen Kirchengemeinde wurde 1719 errichtet und diente bis nach dem Zweiten Weltkrieg als Schule. Von 1919 bis 1963 war hier auch das Bürgermeisteramt von Wellerode untergebracht. Der geplante Abriss dieses Fachwerkhauses, das durch einen Neubau ersetzt werden sollte, wurde 1981 nach Einspruch des Landesamtes für Denkmalpflege zum Schutze des Ortskerns verworfen. Das Haus wurde saniert, der Eingang gegenüber der Gaststätte Zur Post an die jetzige Stelle verlegt, wobei wieder ein dritter Giebel hinzugefügt wurde. Im Februar 1983 wurde das Haus seiner jetzigen Bestimmung übergeben.

### Altes Forsthaus
(Fahrenbachstraße 1)
Das alte Forsthaus ist nach einer heute nicht mehr zu sehenden Balkeninschrift 1745 als Fachwerkhaus erbaut worden. Der rechte Flügel wurde später angebaut und diente den Landgrafen als Absteigequartier bei den Hof- und Treibjagden. Die Wagen fuhren zu dem einen Tor hinein und zum anderen hinaus. Es ist seit 1960 in Privatbesitz.

### Schützenhaus
(Fahrenbachstraße 5)

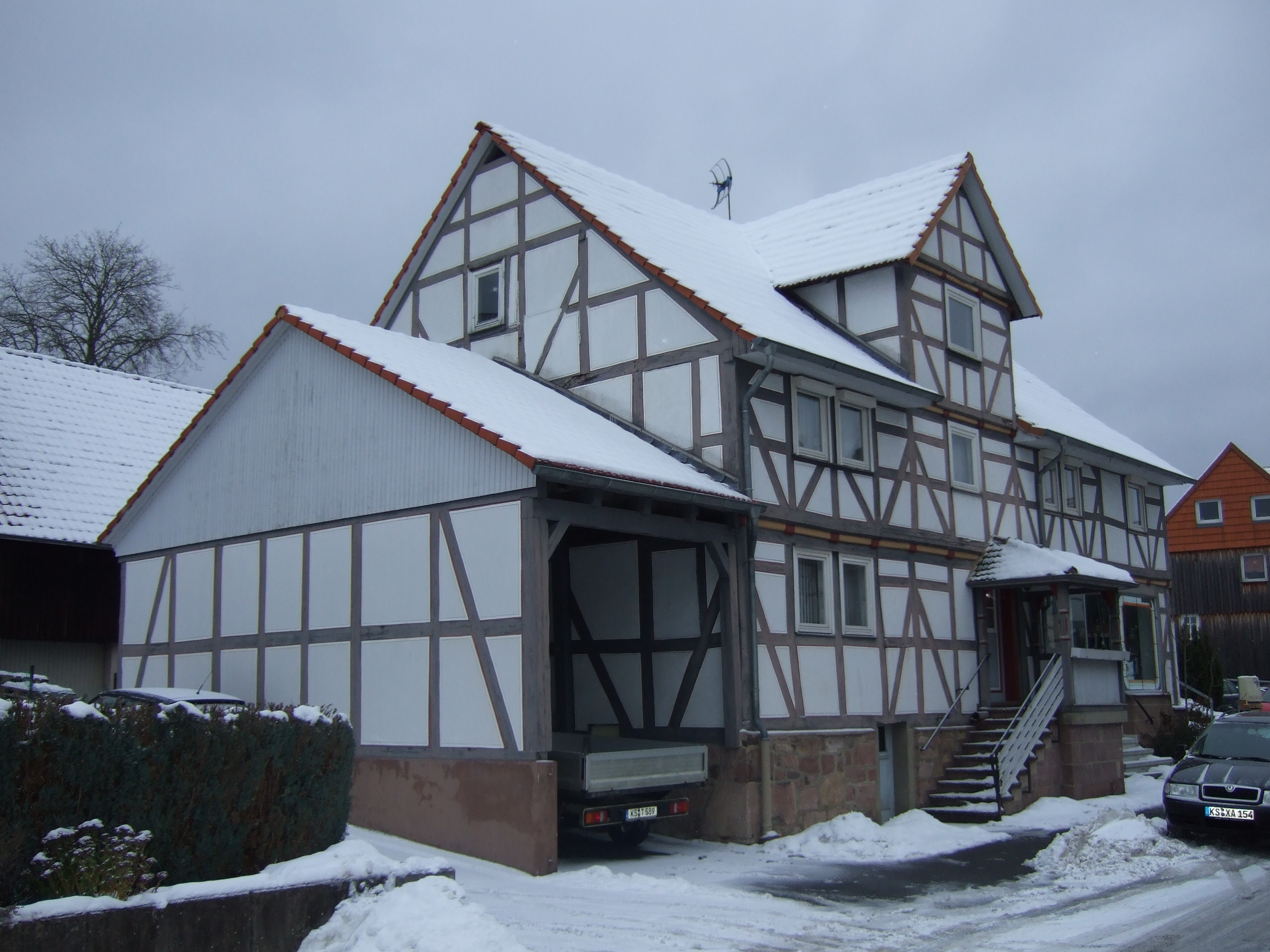
Schützenhaus

Das Thomassche Haus gehört zum Ensemble des „alten Forsthauses“ (Fahrenbachstraße 1). Es wurde früher „Schützenhaus“ genannt. In ihm wohnten die übrigen Jagdteilnehmer.

### Ehemaliges Haus Neutze
(Fahrenbachstraße 11)

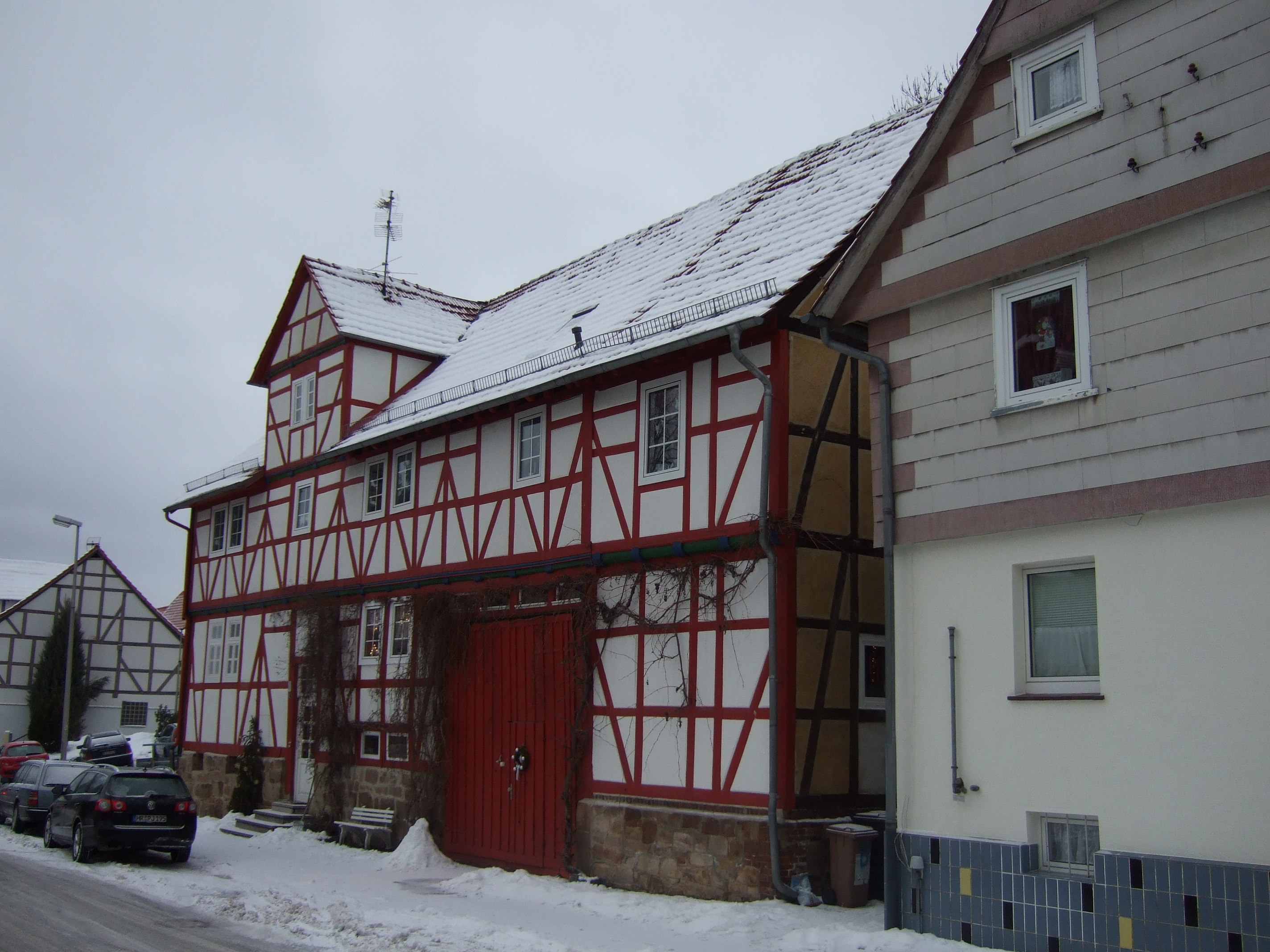
Ehemaliges Haus Neutze

Dieses Bauernhaus ist beispielhaft für ein mitteldeutsches Einhaus, auch „Mitteldeutsches Ern-Tenn-Haus“ genannt. Das Ernhaus ist ein zweigeschossiger Wohn-Stall-Speicherbau, der in der Mitte der Traufseite ebenerdig erschlossen wird. Im dreizonig untergliederten Grundriss befindet sich in der mittleren Zone der zentrale Ern, der Flur mit der Treppe ins Obergeschoss und der Herdstelle im hinteren Teil des Gebäudes. Eine Seitenzone ist meist unterkellert. In ihr befindet sich der oft vom Ern aus zugängige Vorratskeller, über dem erhöht die Stube liegt. Darüber sind im Obergeschoss die Schlafkammern. Die andere Seitenzone ist der Wirtschaftsteil mit dem Kuhstall im Erdgeschoss mit Eingang von außen und im Obergeschoss darüber dem Heuboden bzw. Speicher. Das gesamte Dach diente als Fruchtboden. Dieses Haus ist in der zweiten Hälfte des 18. Jahrhunderts erbaut worden. Der rechte Teil des Hauses wurde später angebaut (Sandsteinsockel, Ausgleichsschicht aus gebranntem Ziegel, dann die Schwelle des Erdgeschosses).

### Eckhardsches Haus
(Fahrenbachstraße 15)

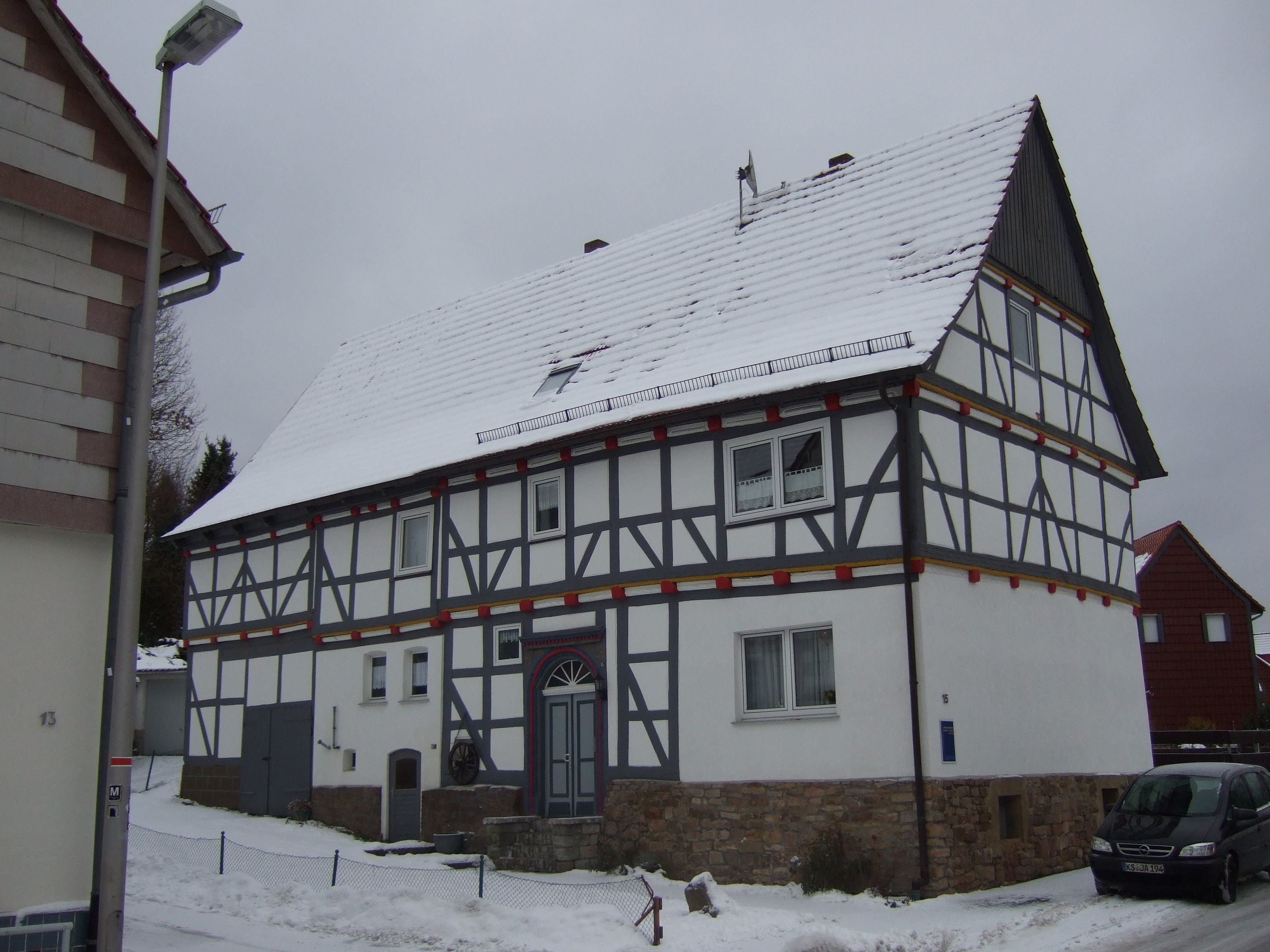
Eckhardsches Haus

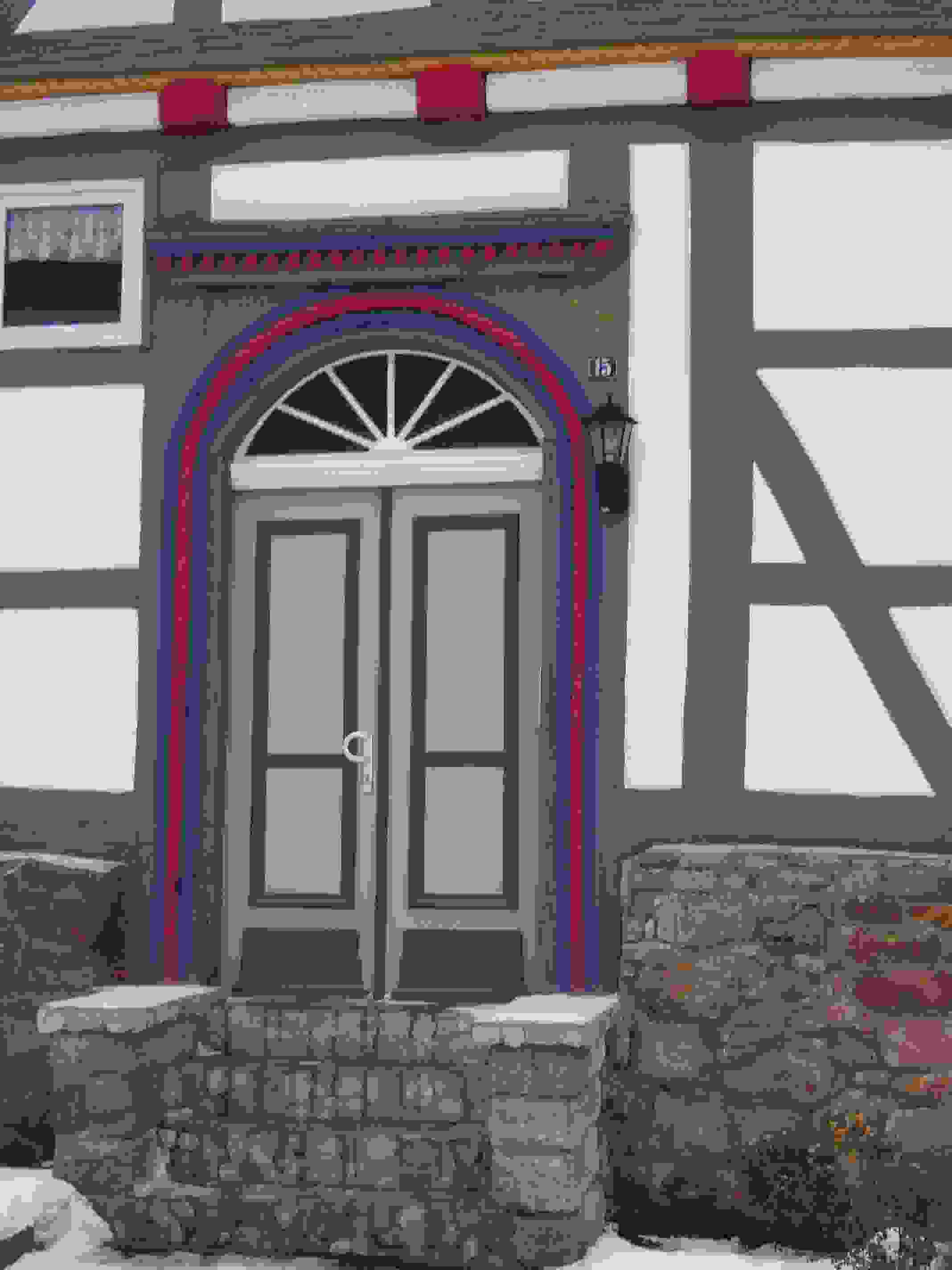
Eingangstür des Eckhardschen Hauses

Das Haus wurde laut Hausinschrift im Jahre 1625, also während des Dreißigjährigen Krieges, errichtet. Die Inschrift lautet:
„Bauen ist eine Lust, dass es soviel kust habe ich nicht gewusst.“

### Obermühle
(Fahrenbachstraße 4)
Das zum Betrieb erforderliche Wasser wurde dem Fahrenbach und dem Rodebach entnommen. Der Antrieb des Werkes erfolgte durch ein oberschlächtiges Wasserrad. Es wurde eine Mahlmühle betrieben. Wehr, Betriebsgraben und Mühlenanlagen sind nicht mehr vorhanden. Die Obermühle wird seit etwa 1887 nicht mehr betrieben.

### Forsthaus Fahrenbach
(Fahrenbachstraße 28)
1909/10 wurde das Forsthaus Fahrenbach erbaut, dessen Forstbezirk vorher „Wellerode Ost“ hieß, während sich die Försterei Wellerode damals „Wellerode West“ nannte. Bei dieser Försterei am Waldrand von Wellerode (heute: Fahrenbachstraße 28), standen noch um 1963/64 drei gesunde Tulpenbäume (Liriodendron tulipifera) mit einem Umfang von je 1,80 m, 1,20 m und 1,10 m. Sie galten als Naturdenkmäler, waren in den 1963/64 überarbeiteten Naturdenkmalbüchern des Landkreises Kassel eingetragen und wurden auch in Naturdenkmäler Meißner-Kaufunger Wald aufgeführt. Laut Mitteilung des Kreisausschusses des Landkreises Kassel vom 11. Februar 2002 wurden diese drei Tulpenbäume jedoch durch Verordnung zur Sicherung von Naturdenkmalen im Landkreis Kassel vom 10. August 1971 wegen ihrer Seltenheit, Eigenart und Schönheit als Naturdenkmal ausgewiesen, wobei ein Tulpenbaum bereits durch Verordnung vom 2. Juni 1976 aus nicht mehr bekannten Gründen gelöscht wurde. Bei einer Ortsbesichtigung am 11. Juli 1986 wurde jedoch festgestellt, dass die beiden verbliebenen Tulpenbäume trocken waren, weshalb sie noch im gleichen Jahr als Naturdenkmal ebenfalls gelöscht wurden. Im Februar 2002 war noch ein Tulpenbaum vorhanden, der grünt und blüht, kahlt allerdings allmählich von unten aus. Der zweite Tulpenbaum befand sich nebenan auf der derzeitigen kleinen Standfläche eines Handwerksbetriebes, er wurde gefällt. Der Tulpenbaum gehört zur Gattung der Magnoliengewächse mit je einer Art in Nordamerika und China; die sommergrünen Bäume mit vier- bis sechslappigen großen Blättern haben tulpenähnliche Blüten und kiefernzapfenähnliche aufrechte Fruchtzapfen. Die aus dem östlichen Nordamerika stammende Art Liriodendron tulipifera hat gelbgrüne Blüten und wird in Mitteleuropa als Parkbaum angepflanzt; sie erreicht jedoch bei weitem nicht die Höhe wie in ihrer Heimat, wo sie zu den sehr hohen Waldbäumen gehört. „Tulpenbaum“ wird u. a. auch die Magnolie genannt.

### Hänsel-und-Gretel-Stein
(Am Knickchen)
Im Jahr 1949 erzählte eine alte Welleröderin einem Volksschullehrer – anlässlich der bevorstehenden 600-Jahr-Feier des Dorfes im Jahr 1951- eine Geschichte zu einem Stein im Stellberggraben. Ein Geschwisterpaar habe sich dort derart heftig gestritten, dass es sich gegenseitig umbrachte. Der Lehrer schmückte die Überlieferung der alten Frau mit zusätzlichen Details aus. Auf einen Quarzitfindling im Rodebachtal, mit seinen deutungsfähigen Auswaschungen, übertrug er die Gestalten des Geschwisterpaares. Darüber hinaus verlieh er dem Stein, offenbar aus touristischen Gründen, den bis dato ungebräuchlichen Namen „Hänsel-und-Gretel-Stein“. Der Name fand Eingang in die topographische Karte 4723 Oberkaufungen (1:25.000) des Hessischen Landesvermessungsamtes, Ausgaben 1979 und 1986, wogegen dem von der Fachwelt als sensationell eingestuften Fund des aus der Zeit um 1500 stammenden Sühnekreuzes im Jahr 1980, das 1982 an der ehemaligen Söhrebahntrasse wieder aufgerichtet wurde, diese Würdigung nicht widerfahren ist. Bis 1980 lag der Quarzitfindling „Hänsel-und-Gretel-Stein“ noch in einer Wiese am Waldrand und war liebevoll von einer kleinen Demarkation aus Birkenästen umgeben; dann zerfiel diese – und weil die kleine Anlage nicht mehr gepflegt wurde, überwucherte bald Gras fast den gesamten Stein.

### Söhrekampfbahn
(Tal des Fahrenbaches)
Am 28. August 1955 wurde die Söhrekampfbahn ihrer Bestimmung übergeben. Sie war in Hand- und Spanndiensten von den Wellerödern nach zweijähriger Bauzeit errichtet worden. 25. Arbeitsstunden hatte damals jeder Einwohner zu leisten; selbst die Schulkinder halfen durch Steine sammeln und Handreichungen mit. Tags zuvor führte die Chorvereinigung 1871/92 im TSG 1896 Wellerode hier die Schauspiel-Oper Preziosa von C. M. Weber auf. Nach dem Freischütz im Jahre 1958 folgte Carmen. 1965 wurde Der Verschwender und 1967 Der Freischütz aufgeführt. Das Freilichttheater ist schon längst aufgegeben.
Nach Fritz Mosts Plänen hatte der TSG 1896 Wellerode mit dem Anbau des Clubhauses am Rande der Söhrekampfbahn begonnen, dessen Grundfläche mit Keller und Erdgeschoss 94,27 m² beträgt. Im Kellergeschoss befindet sich ein Gemeinschaftsraum. Das Clubhaus wurde am Samstag, 29. Juli 2006 offiziell seiner Bestimmung übergeben.

### Alter Sportplatz, dieSülze
(zwischen der Unteren Hamböhlstraße, dem Schwarzebachweg und der Schulstraße)
Der Erwerb des Geländes in der Flur Sülze für die Errichtung eines Sportplatzes wurde im März 1929 von der Gemeindevertretung beschlossen. Die Grundstücke wurden noch im gleichen Jahr zum Teil von Heinrich Herwig aufgekauft bzw. durch Grundstückstausch mit anderen Eigentümern erworben. Jakob Nolte aus Vollmarshausen führte die Arbeiten am Sportplatz aus. 1931 wird der Sportplatz (Sülze) anstatt mit Draht mit Staketen von der Firma Langhuth in Wellerode eingezäunt. 1934 entschied der Bürgermeister: Um für den Sportplatz einen richtigen Anmarschweg zu gewährleisten, muss für den Bau einer anständigen massiven Treppe gesorgt werden. Nach dem Einmarsch der Amerikaner im April 1945 wurde der Sportplatz von der Besatzungsarmee zeitweise genutzt. Durch Vermittlung des Bäckermeisters Hans Werner, der englisch sprach, wurde später von der US-Army der Sportplatz (Sülze) wieder für den Spielbetrieb freigegeben. Auf dem Fundament des 1980 abgetragenen Feuerwehrschlauch-Trockenturms errichteten sich die Fußballer des TSG 1896 Wellerode einen Geräteschuppen aus Holz.

### Dorfgemeinschaftshaus
(Zum Bahnhof 1)

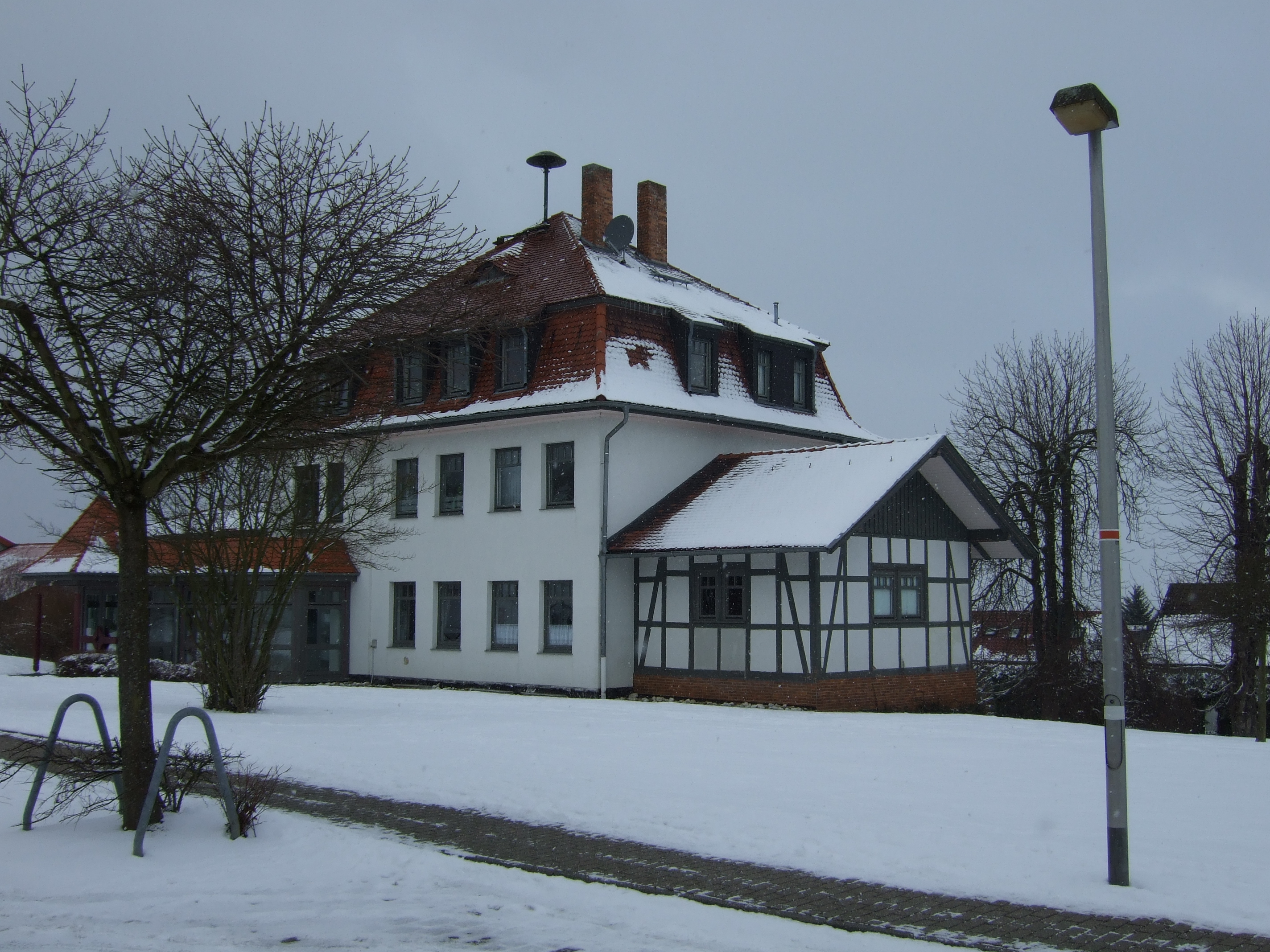
Ehemaliger Bahnhof Wellerode-Wald und heutiges Dorfgemeinschaftshaus

Das Gebäude wurde 1912 als Bahnhof Wellerode-Wald der Söhrebahn errichtet. Gleichzeitig wurde in dem Haus eine Kantinenwirtschaft der Söhrebahn betrieben. Der Wirt Daniel Werner war unter dem Beinamen Amsel im Ort bekannt, weil er seine späten Gäste mit der Redewendung „Geht nach Hause! Draußen pfeifen schon die Amseln“ zum Aufbruch gemahnt haben soll. Am 30. September 1966 fuhr der letzte Personenzug. Das Gebäude wurde 1970 von der Gemeinde erworben und dient nach Umbauarbeiten als Dorfgemeinschaftshaus. Der ursprüngliche Eingang zur Straße Zum Bahnhof wurde 1991 nach einem Umbau zum Zechenweg verlegt.

### Tichhänsches Haus
(Wattenbacher Straße 28)
Bei diesem Haus handelt es sich um ein Ern-Tenn-Haus, das in der zweiten Hälfte des 18. Jahrhunderts erbaut wurde. Das Haus ist allerdings auf Blatt 23 der Niveaukarte des Kurfürstentums Hessen von 1859 noch nicht eingetragen. Entweder stand das Haus ursprünglich an einer anderen Stelle, ist dort nach 1859 abgetragen und dann am heutigen Standort wieder errichtet worden, oder es ist nach 1859 vom Bauherrn im alten Stil errichtet worden. Der Name „Tichhäns“ (mundartlich für Teich-Hans) rührt von dem einst oberhalb des Hauses gelegenen Teich her, der als rechteckiger Teich auf Blatt 23 der Niveaukarte des Kurfürstentums Hessen von 1859 eingezeichnet ist und sich etwa auf dem Grundstück der heutigen Geschäftsstelle der Kasseler Sparkasse befand (Teichwiesenweg 1). Er ist auch Namensgeber für den Teichwiesenweg. Wann der Teich angelegt wurde, ist uns nicht bekannt. Er wurde offensichtlich vom Eckebach gespeist und hatte eine beachtliche Größe, er war nämlich ungefähr 55 m lang und 15 m breit (825 m²). Die von etwa 1875 bis 1900 betriebene Gastwirtschaft „Deutscher Kaiser“ im „Deutschen Haus“, Wattenbacher Straße 21, das 1970 abgerissen wurde, erhielt ihr Wasser mittels hölzerner Röhren aus diesem Teich. Da der Teich in der topografischen Karte von 1907 nicht mehr eingetragen ist, wird er vermutlich zwischen ungefähr 1900 und 1905 – womöglich nach dem Bau der Wasserleitung im Jahr 1901 – verfüllt worden sein.

### Ahlegrebesches Haus
(Wattenbacher Straße 22)
Das Ahlegrebesche Haus wurde angeblich 1734 von Justus Leuhardt erbaut.

### Deutsches Haus
(Wattenbacher Straße 21)
An dieser Stelle stand das „Deutsche Haus“, das seinen Namen von der 1875 erwähnten und vermutlich bis 1900 betriebenen Gaststätte „Deutscher Kaiser“ erhalten hat. Das „Deutsche Haus“ wurde im Februar 1970 im Zuge des Ausbaus der Landesstraße 3236 abgerissen.

### Feuerwehrhaus
(Schulstraße 4)

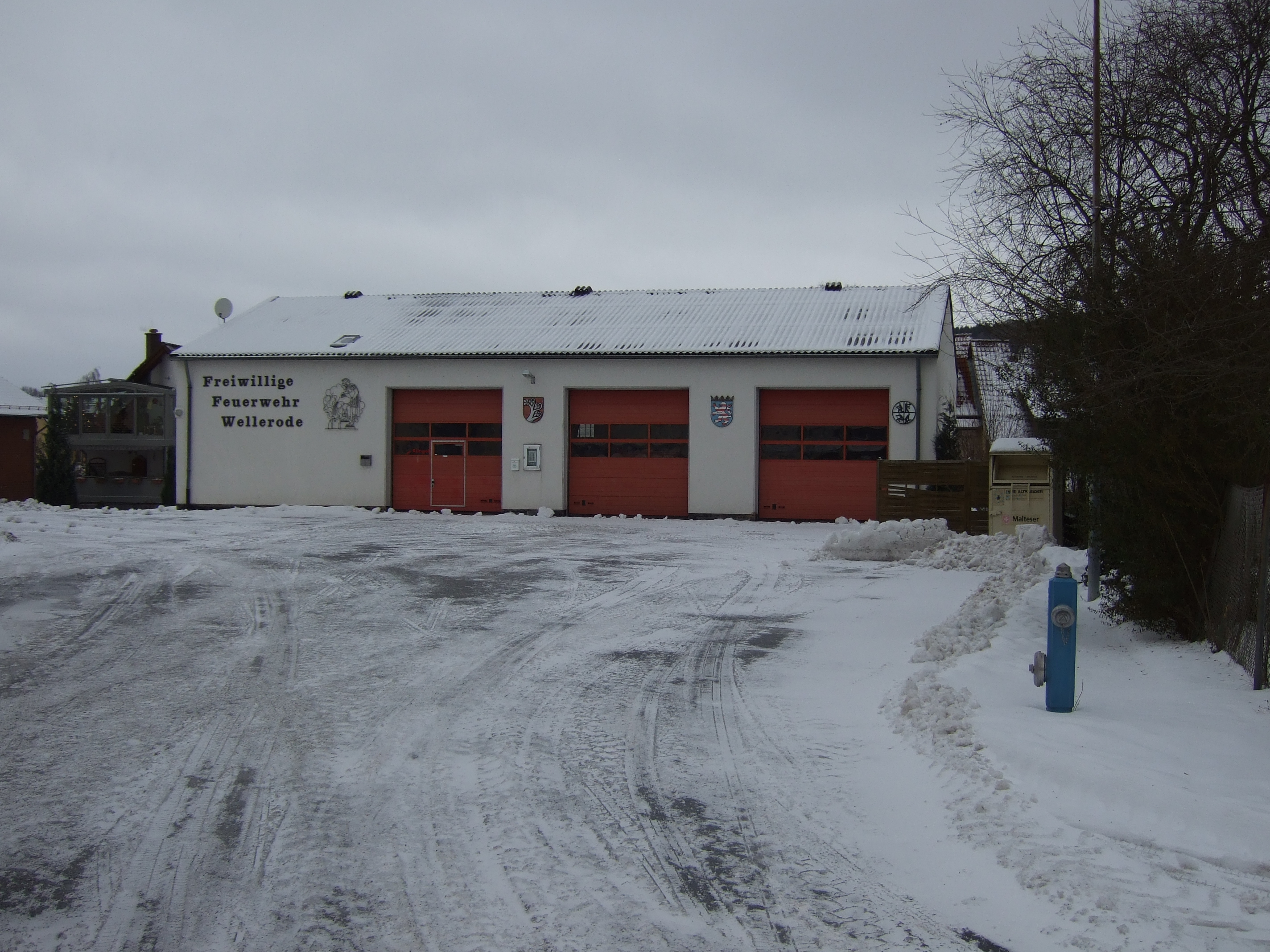
Feuerwehrhaus Söhrewald-Wellerode

Im August 1973 wurde das mit 160.000 DM finanzierte Feuerwehrhaus der Freiwilligen Feuerwehr übergeben.

### Schule
(Schulstraße 6)

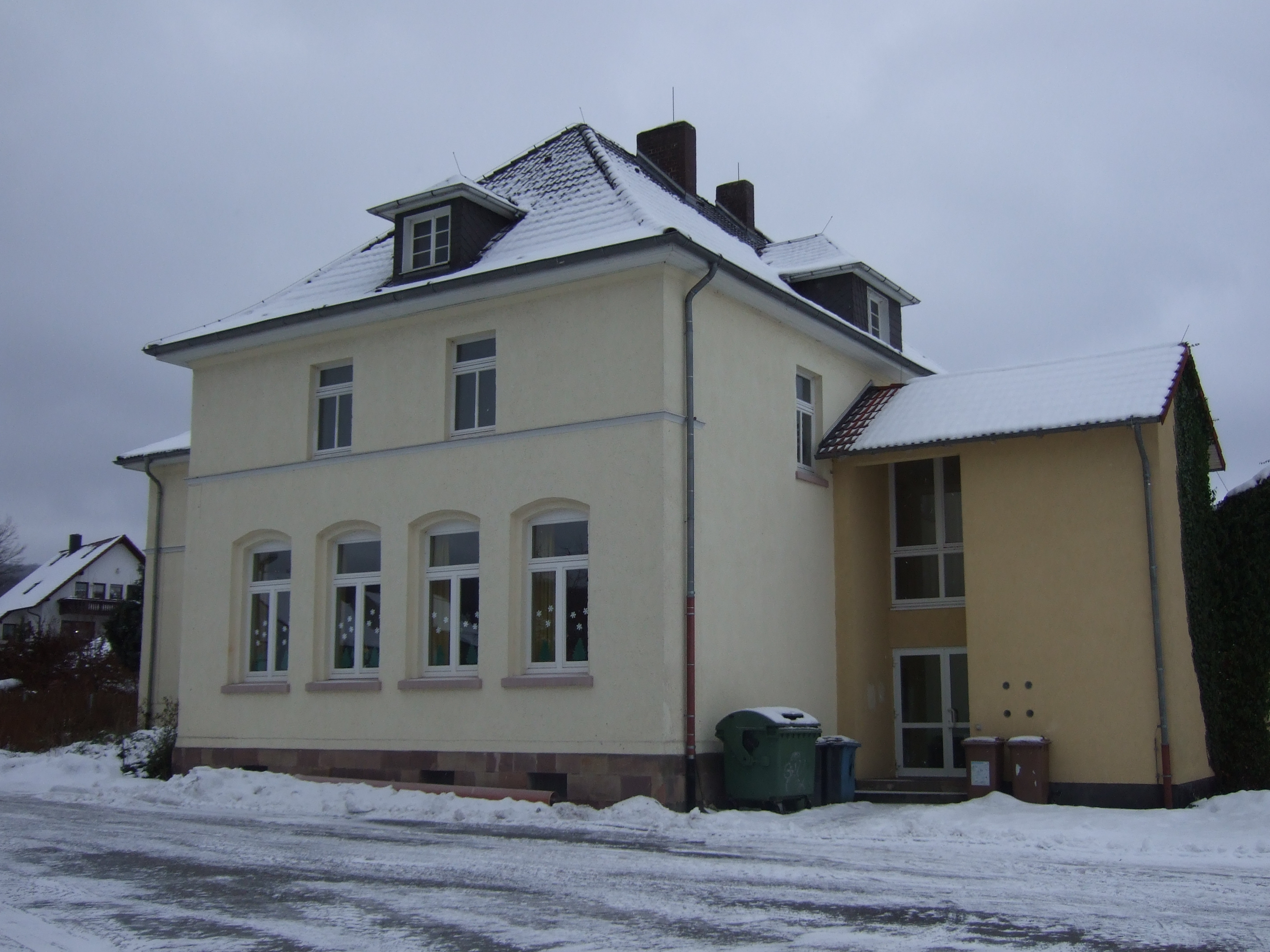
Alte Schule in Söhrewald-Wellerode

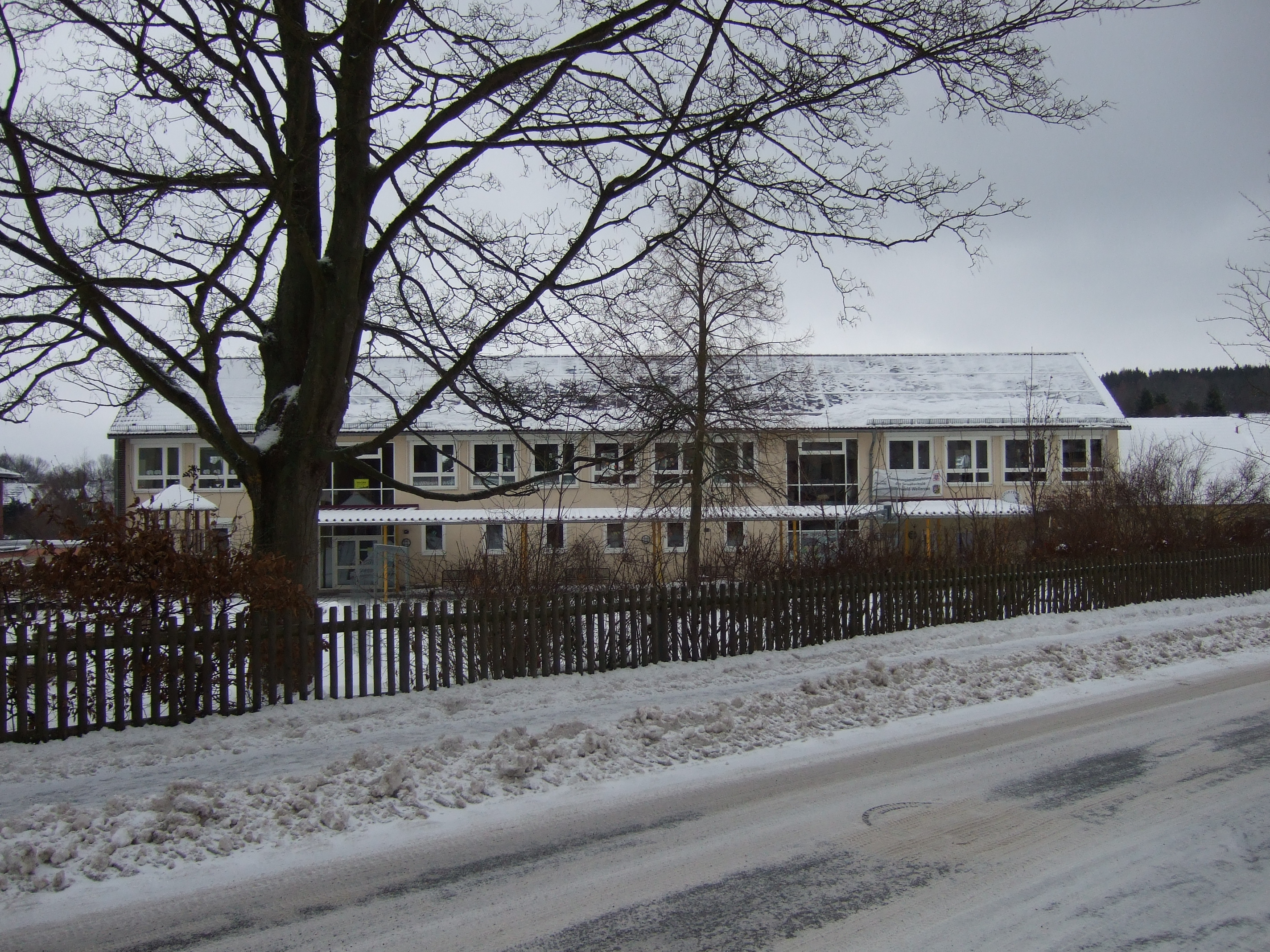
Neue Schule in Söhrewald-Wellerode

Der erste urkundlich nachgewiesene Lehrer in Wellerode hieß Peter Roll. Er hatte seinen Dienst am 29. September 1644 als „Opfermann“ (= Küster) angetreten. Als Schule hatte seit 1719 bis nach dem Zweiten Weltkrieg das jetzige Gemeindehaus der evangelischen Kirchengemeinde An der Kirche 2 gedient. Darüber hinaus war 1885 in der Schulstraße 6 ein neues Schulhaus für eine Klasse und eine Lehrerdienstwohnung mit einem Wirtschaftsgebäude und Stallungen errichtet worden. Auf den Grundmauern dieses Gebäudes wurde 1926/27 ein neues Schulhaus errichtet, die erwähnten Wirtschaftsgebäude wurden 1955/56 abgerissen, um einem weiteren 1956 gebauten Schulgebäude mit drei Klassen, einem Vortragssaal und jeweils einem Verwaltungs- und Lehrerzimmer sowie einer Schulküche, in deren Vorbau ein Handarbeitsraum untergebracht war, zu weichen. Vom 15. Januar 1948 bis 1956 diente auch eine 1944 auf den Küsterwiesen errichtete Baracke mit zwei Schulräumen als „Schulbaracke“, in der auch die von den Quäkern vom 22. September 1947 bis zum 30. Juni 1950 gespendeten „Schulspeisungen“ stattfanden.

### Gemeindeverwaltung
Das Bürgermeisteramt befand sich von 1919 bis 1963 im heutigen Gemeindehaus der evangelischen Kirchengemeinde An der Kirche 2. Das neue Gebäude für die Gemeindeverwaltung wurde nach seiner Fertigstellung 1963 bezogen. Neben der Gemeindeverwaltung nahm das Haus auch zeitweise vier Wohnungen auf. Im Keller befand sich darüber hinaus bis zum Herbst 1996 eine Tiefgefrieranlage. Das Haus hat inzwischen mehrere Renovierungen erfahren, so zum Beispiel 1983 und 2000.

### Alte Turnhalle/Mehrzweckhalle
(Zum Bornhof 2)
Die 376 Quadratmeter große Turnhalle (heute: Mehrzweckhalle) wurde im September 1964 ihrer Bestimmung übergeben, nachdem die Turner des TSG 1896 Wellerode insbesondere in den 1950er Jahren sehr erfolgreich gewesen waren und es ihnen an einer geeigneten Übungsstätte gefehlt hatte. Die Turnhalle war von der damals noch selbstständigen Gemeinde Wellerode erbaut worden. Neben der Grundschule und den Turnern wurde die Halle auch zeitweise von den anderen Abteilungen des TSG 1896 Wellerode genutzt. Seitdem die benachbarte Sporthalle im Jahre 1993 in Betrieb gestellt wurde, dient sie als Übungshalle für den Sport sowie dem Blasorchester und der Chorvereinigung 1871/96. Sie gehört jetzt der Gemeinde Söhrewald.

### Neue Sporthalle
(Zum Bornhof 4)
Nach einjähriger Bauzeit wurde am 17. Juli 1993 die neue Sporthalle ihrer Bestimmung übergeben. Die Baukosten haben 2,5 Millionen DM betragen, wovon die Gemeinde Söhrewald 1,0 Million DM getragen hat. Sie wird von der Grundschule und den Vereinen genutzt. Eigentümer der Sporthalle ist der Landkreis Kassel. 1995 wurden für rund 11.000 DM Bühnenelemente angeschafft, die auch in der alten Turnhalle/Mehrzweckhalle verwendet werden können.

### Kindergarten
(Schulstraße 12)
Der von der Gemeinde Söhrewald errichtete Kindergarten (für ursprünglich 75 Kinder) wurde im Juli 1975 eingeweiht. Das ursprüngliche Flachdach wurde 1987 durch einen Giebel ersetzt. Der Bau wurde 1995 erweitert und hat nun Platz für 100 Kinder. Am 21. Oktober wurde darüber hinaus ein weiterer Kindergarten „Die kleinen Waldwichte“ in den Berndtswiesen 2 eingerichtet.

### Welleröder Sühnekreuz
(auf der ehemaligen Söhrebahntrasse)

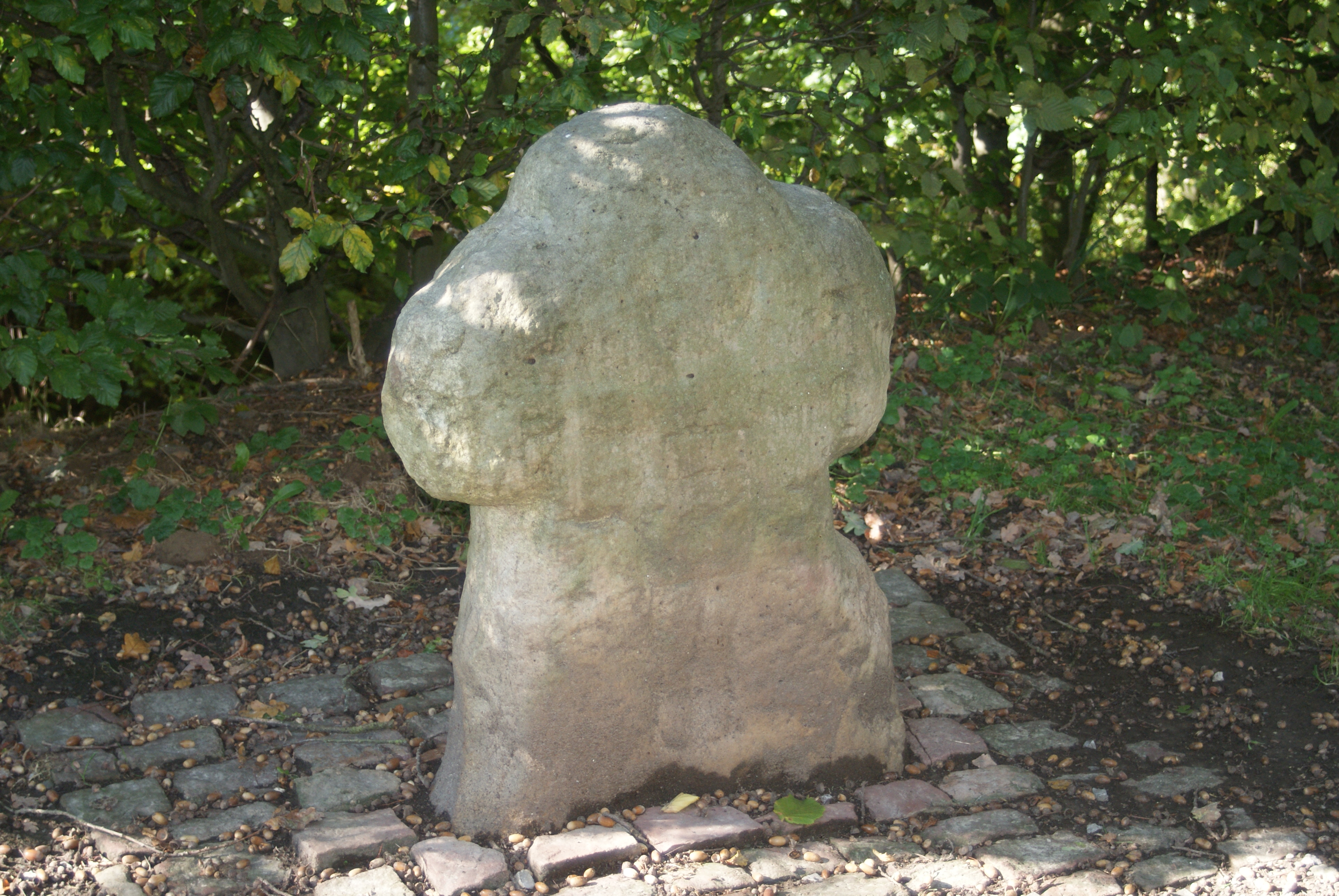
Sühnekreuz Wellerode

Um 1500, so schätzen Fachleute, ist das Welleröder Sühnekreuz errichtet worden. Nach ihm ist die Flur Steinkreuzer Feld benannt worden. Die schlichte Einritzung auf der Stirnseite zeigt einen Menschen, der wahrscheinlich ein Kreuz oder einen kreuzähnlichen Gegenstand hochhält, eine für Hessen einmalige Darstellung einer menschlichen Gestalt auf Stein. Während der Zeit, als dieses Steinkreuz errichtet wurde, war die Sühne eines Totschlages Privatsache. Um der Blutrache Herr zu werden, hatte die Kirche Sühneverträge angeboten, worin der Mörder bzw. Totschläger unter anderem zur
- Aufstellung eines Sühnekreuzes,
- Zahlung einer Geldstrafe und/oder
- Pilgerfahrt

verpflichtet werden konnte.
Letzteres hatte die unselige Folge, dass die Kriminalität bei den seinerzeit noch ziemlich beliebten Pilgerfahrten anwuchs. Erst der Codex Criminalis Carolina von 1553 ersetzte den Sühnebrauch der Kirche durch die weltliche Gerichtsbarkeit. Es liegt im Bereich des Möglichen, dass unser Welleröder Sünder zum Beispiel nach Rom, Jerusalem, Santiago de Compostela oder einem anderen damals bekannten Wallfahrtsort gepilgert ist. Wegen der ungefügten Form des Kreuzes und der schlichten Einritzung nimmt man an, dass dieses Kreuz von keinem Steinmetz gefertigt wurde.
Das Sühnekreuz ist nach einem Wolkenbruch am 11. Juli 1980 im Steinbach freigespült, im April 1982 geborgen und im September des gleichen Jahres an der ehemaligen Söhrebahntrasse oberhalb des Steinbachtales aufgestellt worden. Die 1984 auf Willi Jantzens Anregung beigestellte Erläuterungstafel ist schon längst wieder der Zerstörungswut zum Opfer gefallen.
Aller Voraussicht nach ist das hier abgedruckte Märchen über die beiden Geschwister, die sich während eines Streites gegenseitig tödliche Wunden beigebracht haben, mit diesem Steinkreuz in Zusammenhang zu bringen. Der in den 1950er Jahren zur touristischen Attraktion gewordene so genannte Hänsel-und-Gretel-Stein im Rodebachtal ist dagegen ein Quarzitstein mit deutungsfähigen Auswaschungen, dem, da das Steinkreuz als verschollen galt, die Erzähltradition übertragen wurde.

### Forsthaus Eisberg

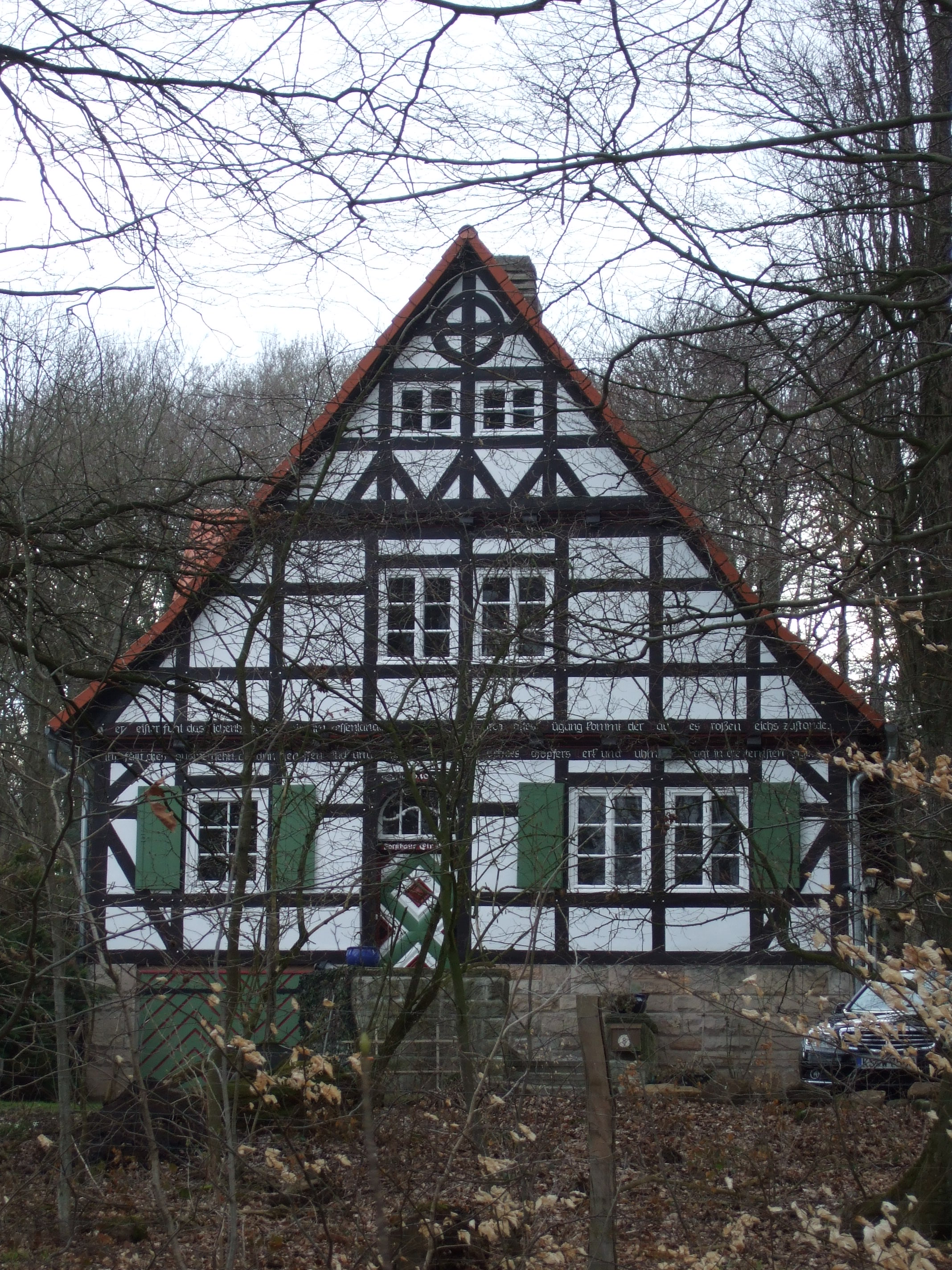
Forsthaus Eisberg

Das Forsthaus Eisberg wurde 1940 gebaut. Die um 1950 gehegte Hoffnung, dass in ihm wieder eine Oberförsterei eingerichtet wird, hat sich nicht erfüllt. Die aufgemalte Balkeninschrift lautet:

„Der Meister fügt das Eichenholz
zum Heim im Hessenlande,
durch Gottes Fügung kommt der Bau
des großen Reichs zustande.
Einst fällt dies Haus,
vergehn, die drin genossen Glück und Plage,
doch des Führers Werk und Ruhm
ragt in die fernen Tage.“

Nach der Zeit des Nationalsozialismus wurde das Wort „Führers“ in „Schöpfers“ geändert.

### Gendarmeriedienstgehöft
(Goethestraße 1)

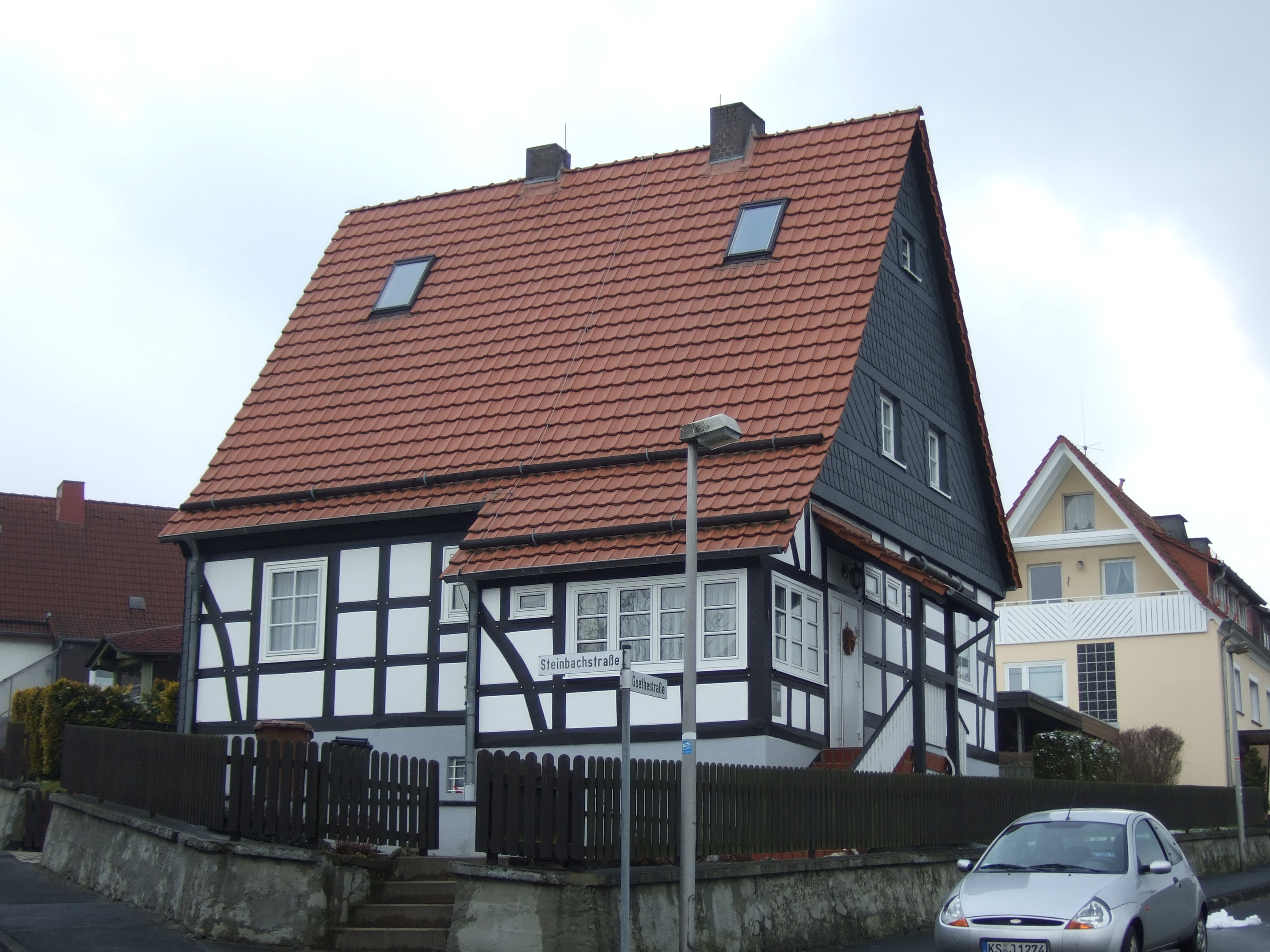
Gendarmariegehöft

Am 1. Oktober 1913 wurde der Gendarmeriestandort von Vollmarshausen nach Wellerode verlegt. Die Beamten wohnten bis zum Bau des Gendarmeriedienstgehöftes im Jahre 1931 in privaten Wohnungen. Um 1952/53 wurde es von der Forstverwaltung als Mietgehöft übernommen und 1990 Privat verkauft.

### Untermühle
(Untermühlenweg 6)
Das zum Betrieb erforderliche Wasser wurde dem Fahrenbach und dem Schwarzebach entnommen. Der Antrieb des Werkes erfolgte durch ein oberschlächtiges Wasserrad von 5,00 m Durchmesser und 0,60 m Breite. Der Höhenunterschied hat 5,20 m und die nutzbare Kraft ungefähr drei PS (2,208 kW) betragen. Es wurde eine Mahlmühle betrieben. An der Ableitungsstelle lag ein aus Bruchsteinen hergestelltes Wehr. Das Niederschlagsgebiet für die Anlage war rund elf Quadratkilometer groß. Der Betriebsobergraben war 250 m und der -untergraben 110 m lang. Das Wehr wurde beim Ausbau des Fahrenbaches Ende der 1970er Jahre beseitigt, der Betriebsgraben ist vollständig verfüllt. Die Untermühle wird seit 1916 nicht mehr betrieben. Das Mühlengebäude brannte 1928 ab.

### Friedhof

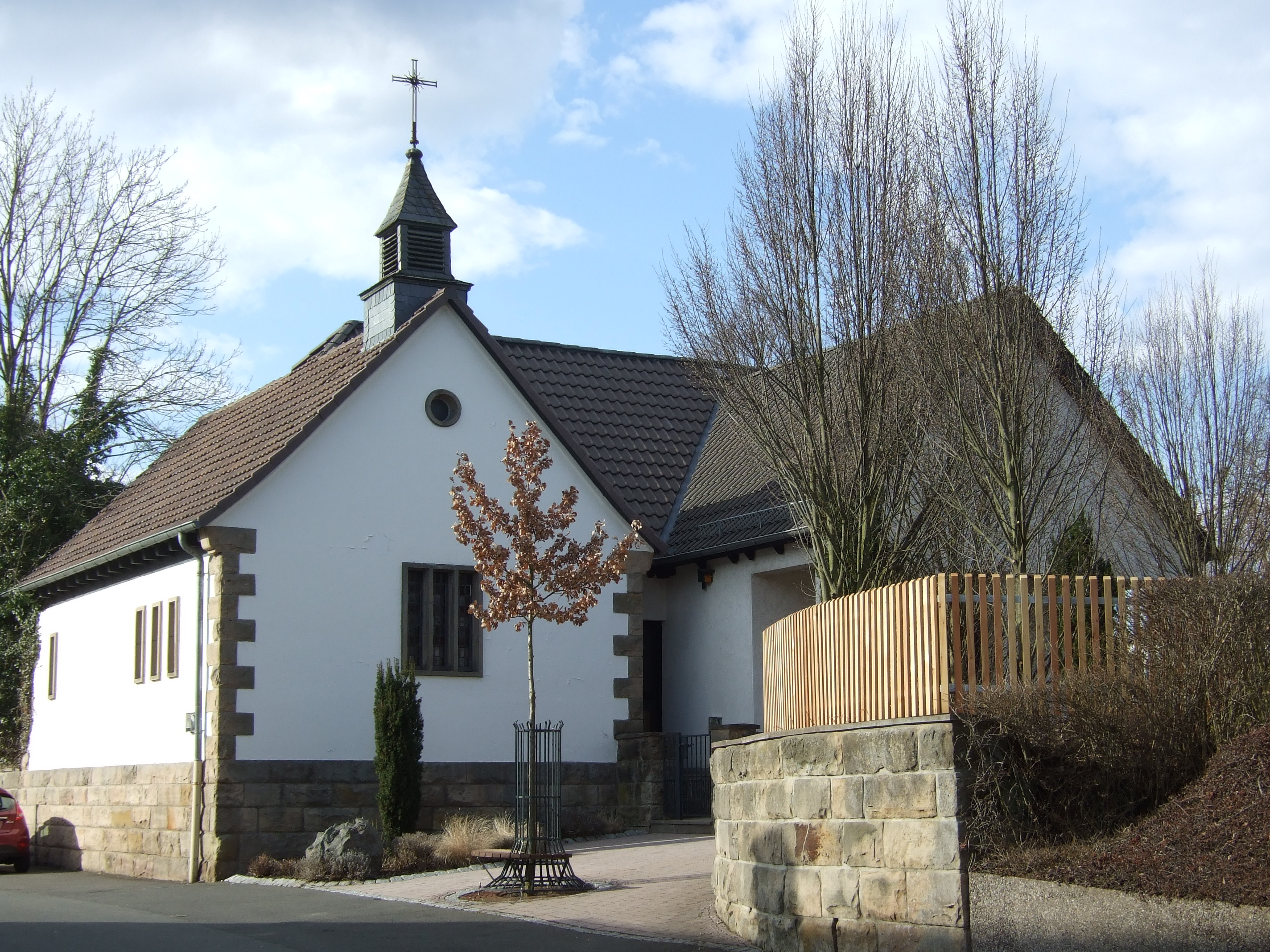
Friedhofskapelle

Wie Knochenfunde bestätigt haben, wurden in älterer Zeit die Toten in der alten Kapelle, die sich bis 1901 an der Stelle der heutigen Kirche befand, bestattet. Erst als keine Begräbnisse in den Kirchen mehr möglich waren und sie ohnehin seit 1726 in der Landgrafschaft Hessen-Kassel grundsätzlich untersagt worden waren, hat man die Toten bis 1857 auf dem früheren Friedhof begraben, der die alte Kapelle umgab und von einer Mauer umfriedet wurde. Dieser alte Friedhof ist beim Neubau der Kirche im Jahre 1901/02 eingeebnet worden. Seit 1858 werden die Toten auf diesem Friedhof bestattet. Die Friedhofshalle wurde 1953 eingeweiht. Mit ihrem Bau trat die Ortsatzung in Kraft, nach der die Verstorbenen bis zur Beerdigung nicht mehr im Trauerhaus verbleiben durften, sondern in die Friedhofshalle gebracht werden müssen. Im Juni 1973 wurde sie erweitert und dient seitdem gleichzeitig auch als Mahnstätte der Kriegsopfer beider Weltkriege. Der 1920 vor der Kirche errichtete Gedenkstein für die Gefallenen des Ersten Weltkrieges wurde zu dieser Zeit beseitigt. Die Deutsche Bundespost hat 1983 eine Leitung zwischen der Kirche und der Friedhofskapelle verlegt, so dass seitdem nicht mehr auf „Verdacht“, sondern zeitgerecht geläutet wird, wenn die Trauergäste den Weg zum Grab antreten. Am 6. November 1988 wurde die neue Friedhofshalle eingeweiht, zu deren Bau private Spenden von 33.000 DM beigetragen haben.

### Alte Autobahnunterführung
Etwa 2,9 km ostnordöstlich von Wellerode bzw. rund 700 m nordöstlich der am Fahrenbach gelegenen Fahrenbachsteiche steht einsam im Wald der Söhre eine Autobahnunterführung, die aus dem in der Zeit des Nationalsozialismus begonnenen Baus der Reichsautobahn Kassel–Eisenach (Strecke 78) resultiert. Sie wäre ein Teil der heutigen Bundesautobahn 44 geworden. Weil aber die nach wie vor in Planung bzw. Bau befindliche Trasse dieses Autobahnabschnitts – ein Stück bei Hessisch Lichtenau ist bereits eröffnet – künftig nicht durch die Söhre und das Gebiet der heutigen Gemeinde Söhrewald, sondern nördlicher im Korridor der heutigen B 7 durch das Losse- und Wehretal führen wird, wird die Unterführung lediglich ein Baudenkmal bleiben. Die Nationalsozialisten integrierten in diese als Waldwegunterführung geplante Röhre eine Flugzeug- und Motorenproduktionshalle.
Nach Hitlers Machtübernahme wurden die Planungen für den Autobahnbau aus den 1920er Jahren wieder aufgegriffen. So war zum Beispiel die Autobahn Kassel–Eisenach geplant, die das heutige Gebiet der Gemeinde Söhrewald durchqueren sollte. Von April bis Oktober 1939 wurde die Trasse gerodet und ausgekoffert und gleichzeitig die hiesige Waldwegunterführung begonnen, deren Teilfertigstellung im Frühjahr 1940 erfolgte. Dies war auch der Zeitpunkt, zu dem die Arbeiten an dieser Autobahn eingestellt werden mussten, weil dortige Zwangsarbeiter für die Rüstungsindustrie des Zweiten Weltkrieges abgezogen wurden.

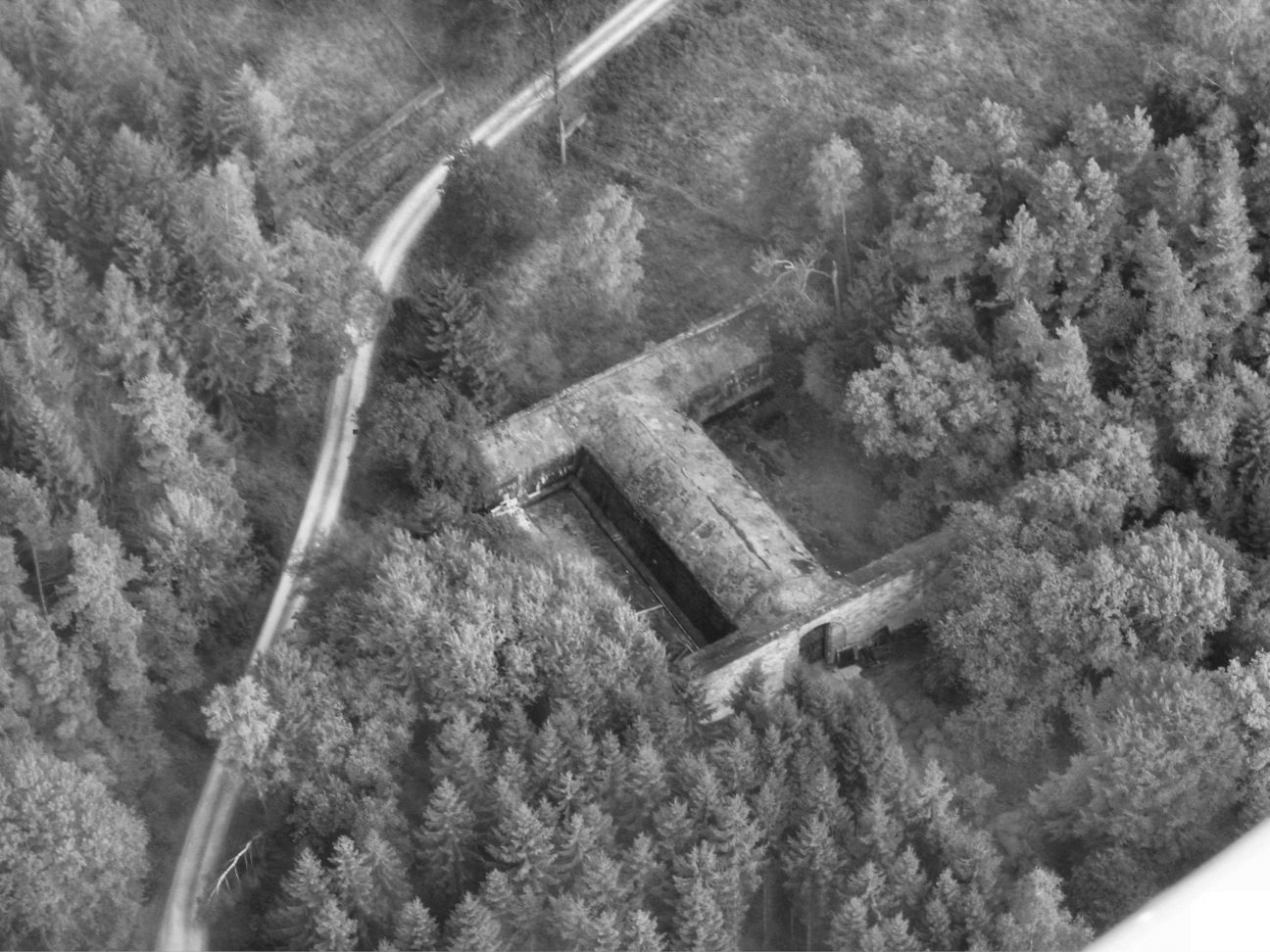
Alte Autobahnunterführung im Gebiet von Söhrewald (2007), in der sich im Zweiten Weltkrieg ein Junkers-Werk befand (Lage)
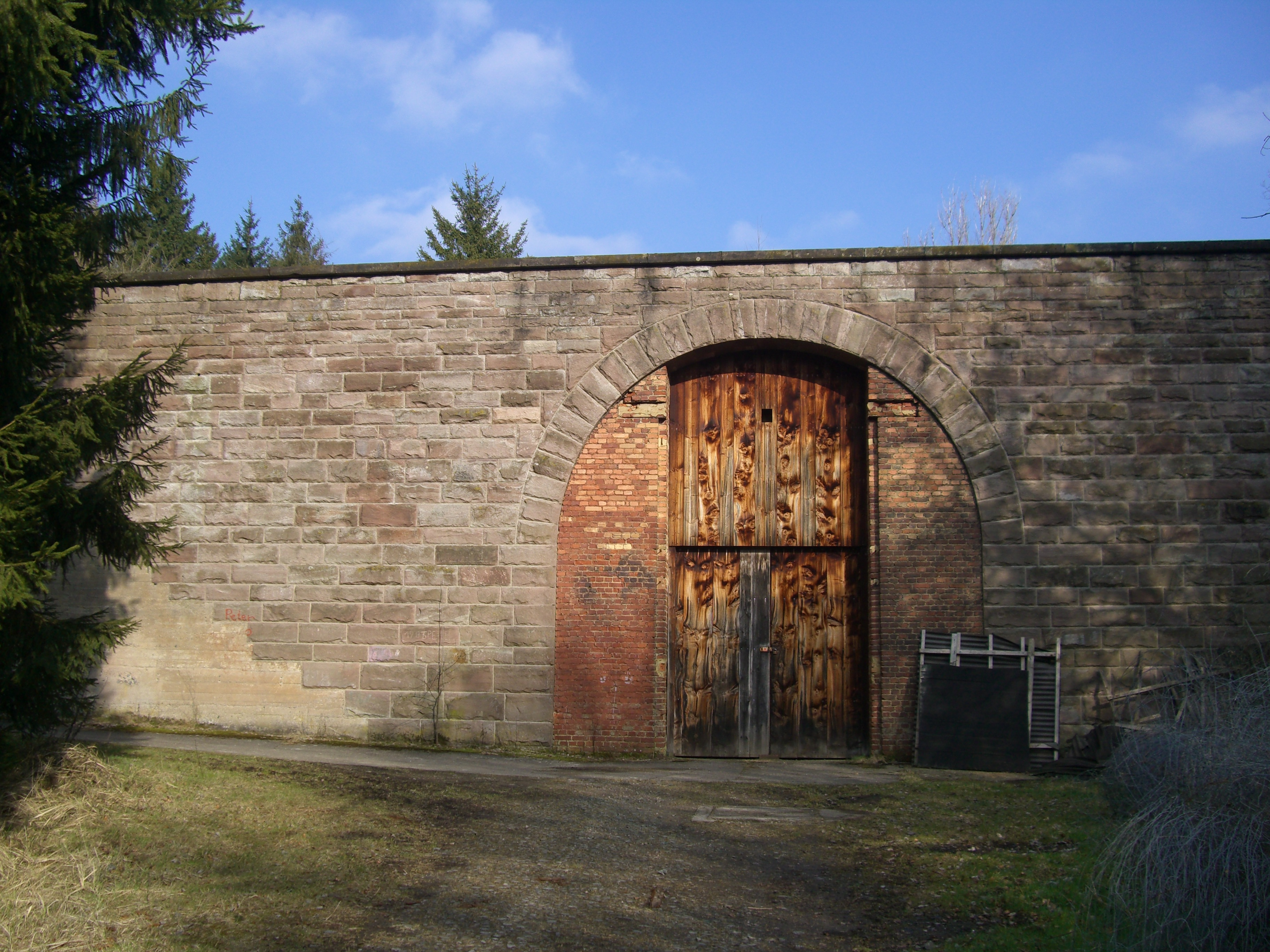
Aufnahme der Autobahnunterführung von vorne

In der 1941 fertiggestellten Unterführung bauten die Junkers Flugzeug- und Motorenwerke für das Motorenbau Werk Kassel im 3. Quartal 1943 eine Produktionshalle von rund 200 Quadratmeter in der Brückenröhre und jeweils eine Nutzfläche von rund 250 Quadratmeter durch entsprechende Überdachungen an beiden Seiten. Auflagepunkte der Dachkonstruktion waren die Oberkante der Brückenröhre und jeweils eine davon im Abstand von ungefähr 18 m errichtete Mauer. Man installierte dort neben etlichen Werkbänken einige Drehmaschinen und Standbohrmaschinen. Neben sowjetischen Kriegsgefangenen, Polen, Tschechen und Litauern waren auch deutsche Arbeiter eingesetzt, insgesamt etwa 50 Personen. Jeden Tag um 17:00 Uhr wurde die Verpflegung der dort Beschäftigten mit einem Pferdefuhrwerk aus der Küche des Ende des Winters 1943/44 errichteten Junkers-(Zwangsarbeiter-)Lagers Wellerode-Wald herangebracht. Das gesamte Gelände war eingezäunt und wurde von Wachposten in Zivil bewacht. Diese Fertigung wurde bis zum Einmarsch der US-Army am 1. April 1945 betrieben. Das in Wellerode gelegentlich zu hörende Gerücht, die Alliierten hätten während des Kriegs die Werkstatt in der Autobahnbrücke zwar durch Luftaufklärer gesucht, aber nicht gefunden, erweist sich als falsch, da die Briten Luftbilder von der Brückenkonstruktion besitzen.
Nachdem es bereits in den Jahrzehnten nach Kriegsende immer wieder im Gespräch war, die A 44 zur Entlastung der Bundesstraßen 7 und 27 weiterzubauen, begannen nach der Wiedervereinigung Deutschlands allmählich Planungen, die Autobahnlücke zwischen Kassel (A 7) und Herleshausen (A 4) zu schließen. Diese Schließung würde auch die Fernstraßenverbindung zwischen dem Ärmelkanal und Polen gewährleisten.

### Fernmeldeturm Söhrewald-Wellerode

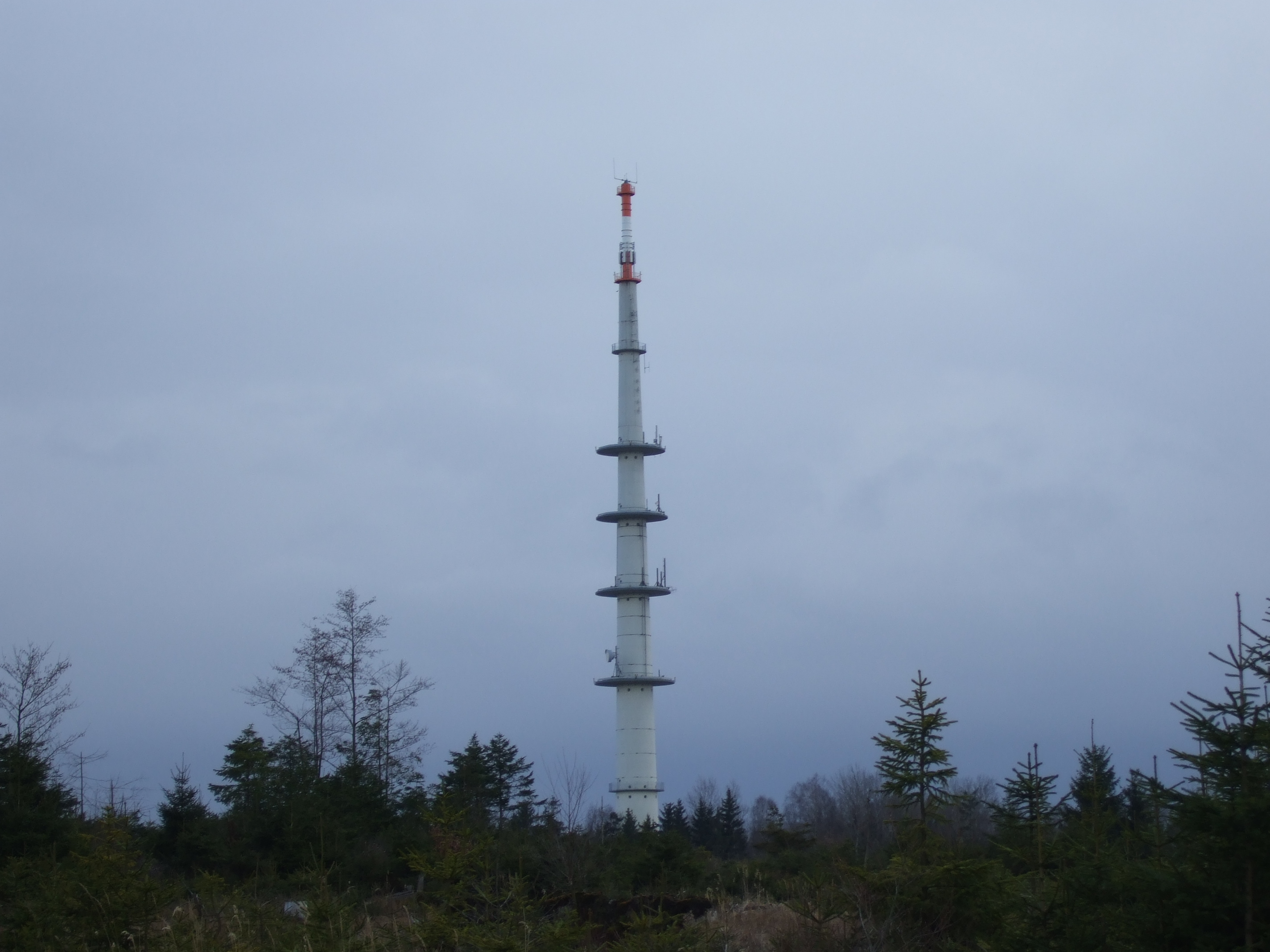
Fernmeldeturm Söhrewald-Wellerode

Der früher 148 m hohe „Fernmeldeturm Söhrewald-Wellerode“ steht in der Gemarkung Wellerode zwischen dem an der Landesstraße 3460 (Wattenbach–St. Ottilien) gelegenen Naturparkplatz Franzosentriesch (ca. 462 m ü. NN; statt auf dortigem Schild genannter 442 m Höhe) und der nordöstlich davon befindlichen Erhebung Franzosentriesch (ca. 490 m ü. NN) auf etwa 475 m ü. NN im Forstort 39. Er wurde 1962/1963 erbaut. Der Betrieb wurde 1984 eingestellt, 1991 für die Privatsender RTLplus und Sat1 wieder aufgenommen, und 2006 wieder eingestellt. Der obere Teil des Turms wurde 2006 abgetragen.

### Wüstgefallene Kapellen in der Umgebung von Wellerode
Stückkirchen heißt seit dem 19. Jahrhundert die wüstgefallene Kirche rund drei Kilometer südöstlich von Wellerode, die auf einer kleinen Lichtung in West-Ost-Richtung auf einer Erhebung von etwa 25 × 8 m Größe und etwa 1,50 m Höhe liegt. Sie wurde erstmals von G. Landau 1858 bzw. 1842 fälschlich als St. Juliane bezeichnet, was heute noch auf verschiedenen Karten zu lesen ist. Stückkirchen wird in der Überlieferung nie als Julianenkapelle bezeichnet, sondern immer nur als Hessenhainer Kirche. Man erreicht Stückkirchen entweder von Wellerode über die Wanderwege 11 und 12 bzw. vom Parkplatz am Fernsehturm über den Franzosentriesch Richtung Heubruchwiesen.
Die Kapelle St. Juliane befindet sich zwischen Wattenbach, Quentel und St. Ottilien auf dem St. Ottilienberg. Sie wird im Kaufunger Salbuch 1519 erwähnt. Später wird ihr Name in St. Ottilien. Diese Kapelle wird 1304 zuerst genannt.
Eine weitere wüstgefallene Kapelle im Umkreis von Wellerode gibt es auf etwa 450 m ü. NN auf der Hochfläche zwischen dem Stellberg und dem Schorn auf den Stellberger Trieschwestlich der Wiesenfläche am Fernwanderweg X 3 (Spangenberger Pfad).

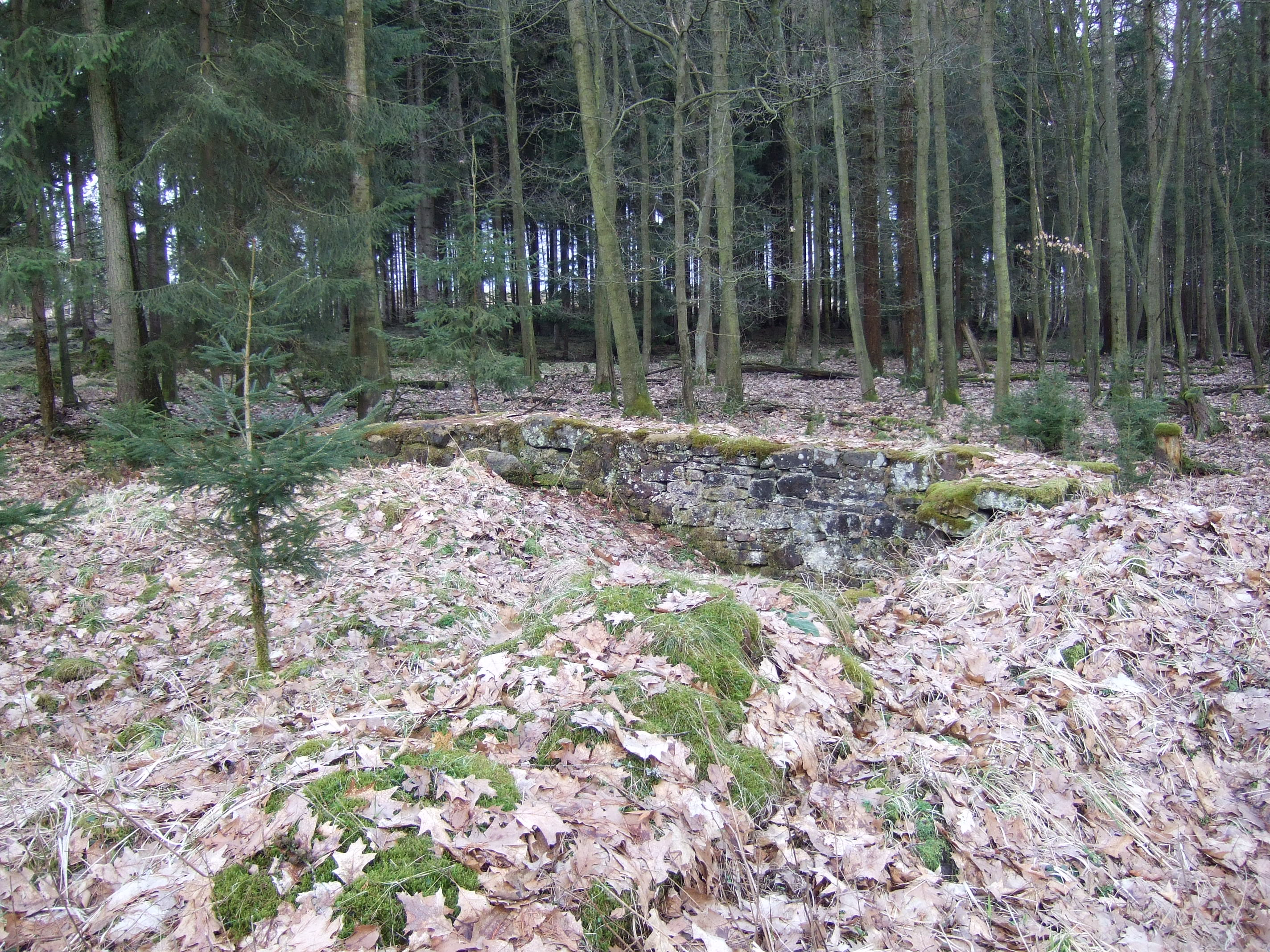
Blick über die Ruine Stückkirchen
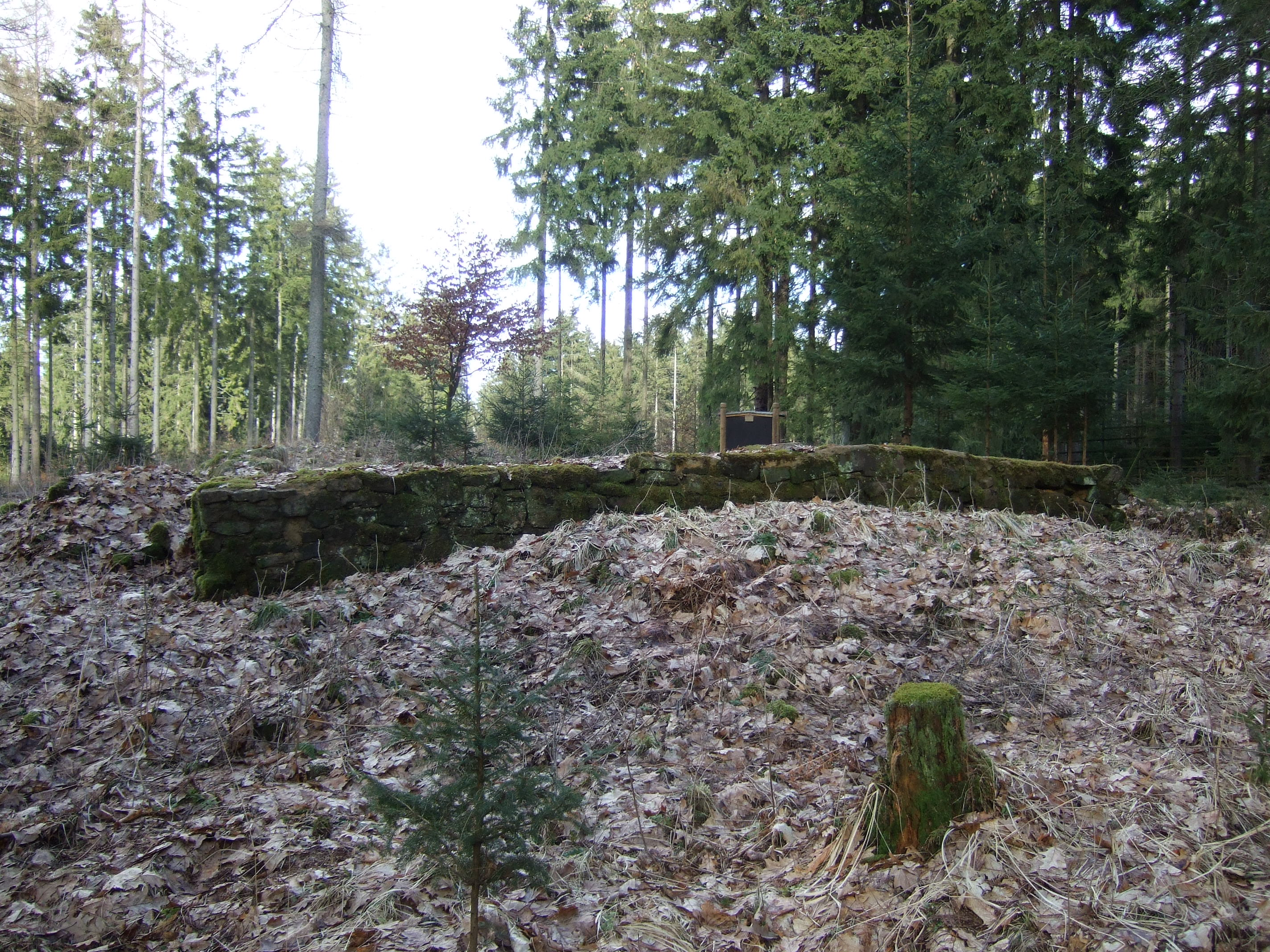
Mauerreste der Ruine Stückkirchen

### Warpelhütte
Rund drei Kilometer südwestlich von Wellerode und etwa einen Kilometer nördlich des Christteiches steht am Fulda-Gelster-Weg die gern von Wanderern genutzte, anlässlich seines zehnjährigen Bestehens vom Hessisch-Waldeckischen Gebirgs- und Heimatverein – Zweigverein Guntershausen Guxhagen e. V. – errichtete Schutzhütte, die am 22. September 1968 ihrer Bestimmung übergeben wurde. Das Bauholz wurde seinerzeit von der Forstverwaltung zur Verfügung gestellt. Die Hütte liegt auf etwa 387 m ü. NN. Benannt ist sie nach dem nordwestlich von ihr liegenden Basaltmassiv namens Warpel (439 m ü. NN).

## Persönlichkeiten
- Bernhard Sturtzkopf (1900–1972), Architekt
- Elfi Jantzen (* 1954), Politikerin
- Dennis Wagner (* 1997), Deutscher Schachspieler, verbrachte seine Kinder- und Jugendzeit in Wellerode